# Élections municipales de 2014 à Paris
Pour un article plus général, voir Élections municipales françaises de 2014.
Les élections municipales de 2014 à Paris se sont déroulées les 23 et 30 mars 2014. L'élection de la nouvelle maire de Paris, Anne Hidalgo, est intervenue le samedi 5 avril 2014, lors de la première réunion du Conseil de Paris suivant le scrutin. Les conseils d'arrondissement ayant élu les maires des vingt arrondissements se sont tenus le 13 avril 2014.

## Contexte

### Nature des sièges et mode de scrutin
Chaque liste présentée à l'élection comprend autant de candidats qu'il y a de sièges de conseillers (conseillers d'arrondissement et conseillers de Paris) à pourvoir dans l'arrondissement.
À Paris, les électeurs choisissent à la fois des conseillers de Paris (conseillers municipaux) et des conseillers d'arrondissement (conseillers de secteur), Paris étant à la fois ville et département (75).
L'élection se déroule au suffrage universel direct avec scrutin proportionnel de liste à deux tours, accordant une « prime majoritaire » à la liste arrivée en tête : la liste victorieuse (majorité absolue au premier tour, majorité absolue ou relative au second) se voit en premier lieu attribuer la moitié des sièges à pourvoir, éventuellement arrondi à l’entier supérieur lorsqu’il y a plus de quatre sièges à pourvoir et à l’entier inférieur dans le cas contraire,.
L'autre moitié des sièges est alors répartie à la proportionnelle entre l'ensemble des listes ayant obtenu un minimum de 5 % des suffrages exprimés (au premier ou au second tour, suivant le cas), y compris la liste arrivée en tête à laquelle a déjà été attribuée la moitié des sièges. Cette répartition des sièges résiduels est faite à la représentation proportionnelle, suivant la règle du quotient électoral et de la plus forte moyenne,,,,, selon la méthode de Jefferson.
Une fois leur siège obtenu, les conseillers de Paris (alias conseillers municipaux) élisent ensuite le maire de Paris et siègent au Conseil de Paris ainsi qu'au Conseil d'arrondissement.
Les conseillers d'arrondissement (alias conseillers de secteur) élus ne siègent qu'au Conseil d'arrondissement.
Ces élections municipales 2014 sont les dernières élections françaises pour lesquelles le vote blanc n'est pas reconnu :
« Les bulletins blancs sont décomptés séparément et annexés au procès-verbal. Ils n’entrent pas en compte pour la détermination des suffrages exprimés, mais il en est fait spécialement mention dans les résultats des scrutins. Une enveloppe ne contenant aucun bulletin est assimilée à un bulletin blanc. »
— Dernières phrases du troisième alinéa de l’article L65 du Code électoral, qui entrera en application pour la première fois lors des élections européennes de 2014

#### Mode d'attribution des sièges
Les sièges de conseillers d'arrondissement et de conseillers de Paris (alias conseillers municipaux) dans un arrondissement sont attribués dès le premier tour si une liste a atteint la majorité absolue (plus de 50 %) des suffrages exprimés dans cet arrondissement. C'est le cas, en 2014, dans quatre des vingt arrondissements de Paris : les 1er, 6e, 16e et 17e arrondissements.
Quand aucune liste n'a obtenu plus de 50 % des votes exprimés au premier tour, un second tour a lieu. Seize des vingt arrondissements de Paris ont connu un second tour : les 2e, 3e, 4e, 5e, 7e, 8e, 9e, 10e, 11e, 12e, 13e, 14e, 15e, 18e, 19e et 20e arrondissements.
Les mêmes règles d'attribution des sièges qu'au premier tour s'appliquent, à cela près que la majorité requise est seulement la majorité simple. Cette majorité simple ouvre droit à la même prime majoritaire de la moitié des sièges.

### Répartition des sièges à attribuer par arrondissement
La précédente répartition des 163 sièges du Conseil de Paris avait été déterminée lors du vote de la loi dite « PLM » en 1982.
Un projet de loi, adopté définitivement le 17 avril 2013 par le Parlement français, prévoyait de modifier cette répartition, enlevant un siège aux 7e, 16e et 17e arrondissements pour en rajouter un dans les 10e, 19e et 20e arrondissements, ajustements de sièges comme demandé par le Conseil constitutionnel, du fait de l'évolution de la démographie et de la densité de population selon les arrondissements.
Ce nouveau tableau de répartition fut censuré par le Conseil constitutionnel le 16 mai 2013, estimant que les électeurs des arrondissements centraux étaient sur-représentés au Conseil de Paris, imposant donc une nouvelle disposition législative.
En juillet 2013, cette nouvelle répartition est adoptée (cf. tableau ci-après). Elle conserve le même nombre total de sièges, répartis différemment.
| Arrondissement                                                              | 1er       | 2e        | 3e        | 4e        | 5e        | 6e        | 7e        | 8e        | 9e        | 10e       | 11e       | 12e       | 13e       | 14e       | 15e       | 16e       | 17e       | 18e       | 19e       | 20e       | Total |
| --------------------------------------------------------------------------- | --------- | --------- | --------- | --------- | --------- | --------- | --------- | --------- | --------- | --------- | --------- | --------- | --------- | --------- | --------- | --------- | --------- | --------- | --------- | --------- | ----- |
| Résultats                                                                   | cf. infra | cf. infra | cf. infra | cf. infra | cf. infra | cf. infra | cf. infra | cf. infra | cf. infra | cf. infra | cf. infra | cf. infra | cf. infra | cf. infra | cf. infra | cf. infra | cf. infra | cf. infra | cf. infra | cf. infra |       |
| Conseillers de Paris de 1983 à 2014                                         | 3         | 3         | 3         | 3         | 4         | 3         | 5         | 3         | 4         | 6         | 11        | 10        | 13        | 10        | 17        | 13        | 13        | 14        | 12        | 13        | 163   |
| Conseillers de Paris depuis 2014                                            | 1         | 2         | 3         | 2         | 4         | 3         | 4         | 3         | 4         | 7         | 11        | 10        | 13        | 10        | 18        | 13        | 12        | 15        | 14        | 14        | 163   |
| Conseillers d'arrondissement avant 2014                                     | 10        | 10        | 10        | 10        | 10        | 10        | 10        | 10        | 10        | 12        | 22        | 20        | 26        | 20        | 34        | 26        | 26        | 28        | 24        | 26        | 354   |
| Conseillers d'arrondissement depuis 2014                                    | 10        | 10        | 10        | 10        | 10        | 10        | 10        | 10        | 10        | 14        | 22        | 20        | 26        | 20        | 36        | 26        | 24        | 30        | 28        | 28        | 364   |
| diminution du nombre de conseillers — augmentation du nombre de conseillers |           |           |           |           |           |           |           |           |           |           |           |           |           |           |           |           |           |           |           |           |       |

## Sortants et élus

### Maires sortants et maires élus
Bertrand Delanoë, le maire sortant PS, laisse sa place à Anne Hidalgo, qui est élue. La gauche est battue dans le 9e arrondissement. Elle conserve les 2e, 3e, 4e, 10e, 11e, 12e, 13e, 14e, 18e, 19e et 20e arrondissements. La droite remporte le 8e arrondissement face au CNIP, tout en se maintenant dans le 1er, 5e, 6e, 7ème, 15e, 16e et 17e.
| Secteur | Résultats | Population 2011 | Maire sortant         | Parti | Parti | Maire élu               | Parti | Parti |
| ------- | --------- | --------------- | --------------------- | ----- | ----- | ----------------------- | ----- | ----- |
| Paris   | cf. infra | 2 243 833       | Bertrand Delanoë      |       | PS    | Anne Hidalgo            |       | PS    |
|         |           |                 |                       |       |       |                         |       |       |
| 1er     | cf. infra | 17 443          | Jean-François Legaret |       | UMP   | Jean-François Legaret   |       | UMP   |
| 2e      | cf. infra | 22 927          | Jacques Boutault      |       | EÉLV  | Jacques Boutault        |       | EÉLV  |
| 3e      | cf. infra | 36 120          | Pierre Aidenbaum      |       | PS    | Pierre Aidenbaum        |       | PS    |
| 4e      | cf. infra | 27 887          | Christophe Girard     |       | PS    | Christophe Girard       |       | PS    |
| 5e      | cf. infra | 60 800          | Jean Tiberi           |       | UMP   | Florence Berthout       |       | UMP   |
| 6e      | cf. infra | 43 880          | Jean-Pierre Lecoq     |       | UMP   | Jean-Pierre Lecoq       |       | UMP   |
| 7e      | cf. infra | 57 786          | Rachida Dati          |       | UMP   | Rachida Dati            |       | UMP   |
| 8e      | cf. infra | 40 589          | François Lebel        |       | CNIP  | Jeanne d'Hauteserre     |       | UMP   |
| 9e      | cf. infra | 60 120          | Jacques Bravo         |       | PS    | Delphine Bürkli         |       | UMP   |
| 10e     | cf. infra | 94 027          | Rémi Féraud           |       | PS    | Rémi Féraud             |       | PS    |
| 11e     | cf. infra | 154 647         | Patrick Bloche        |       | PS    | François Vauglin        |       | PS    |
| 12e     | cf. infra | 144 402         | Michèle Blumenthal    |       | PS    | Catherine Baratti-Elbaz |       | PS    |
| 13e     | cf. infra | 183 260         | Jérôme Coumet         |       | PS    | Jérôme Coumet           |       | PS    |
| 14e     | cf. infra | 140 317         | Pascal Cherki         |       | PS    | Carine Petit            |       | PS    |
| 15e     | cf. infra | 238 395         | Philippe Goujon       |       | UMP   | Philippe Goujon         |       | UMP   |
| 16e     | cf. infra | 169 942         | Claude Goasguen       |       | UMP   | Claude Goasguen         |       | UMP   |
| 17e     | cf. infra | 170 174         | Brigitte Kuster       |       | UMP   | Brigitte Kuster         |       | UMP   |
| 18e     | cf. infra | 203 127         | Daniel Vaillant       |       | PS    | Éric Lejoindre          |       | PS    |
| 19e     | cf. infra | 186 090         | François Dagnaud      |       | PS    | François Dagnaud        |       | PS    |
| 20e     | cf. infra | 198 042         | Frédérique Calandra   |       | PS    | Frédérique Calandra     |       | PS    |

### Conseil de Paris sortant et élu
Les alliances politiques ont varié entre les élections 2008 et celles de 2014 ; les comparaisons ne peuvent donc être faites directement dans un même tableau.
| \| Conseil de Paris sortant \| Conseil de Paris sortant \| Conseil de Paris sortant \| Conseil de Paris sortant \| Conseil de Paris sortant \| Conseil de Paris sortant \| Conseil de Paris sortant \| Conseil de Paris sortant \| \| Conseil de Paris élu en 2014 \| Conseil de Paris élu en 2014 \| Conseil de Paris élu en 2014 \| Conseil de Paris élu en 2014 \| Conseil de Paris élu en 2014 \| Conseil de Paris élu en 2014 \| Conseil de Paris élu en 2014 \| \| ---------------------------------------------------------------------- \| ------------------------ \| ------------------------ \| ------------------------ \| ------------------------ \| ------------------------ \| ------------------------ \| ------------------------ \| ------------- \| ---------------------------- \| ---------------------------- \| ---------------------------- \| ---------------------------- \| ---------------------------- \| ---------------------------- \| ---------------------------- \| \| Secteur (*) \| PS/PRG \| EÉLV \| PC/PG \| UMP \| UDI \| Non inscrits \| Ss-Totaux \| PS/PRG \| EÉLV \| PC \| UMP \| UDI /MoDem \| PG \| Ss-Totaux \| \| \| 1er \| 1 \| - \| - \| 2 \| - \| - \| 3 \| - \| - \| - \| 1 \| - \| - \| 1 \| \| \| 2e \| 2 \| 1 \| - \| - \| - \| - \| 3 \| 1 \| 1 \| - \| - \| - \| - \| 2 \| \| \| 3e \| 3 \| - \| - \| - \| - \| - \| 3 \| 2 \| - \| - \| 1 \| - \| - \| 3 \| \| \| 4e \| 2 \| - \| - \| 1 \| - \| - \| 3 \| 2 \| - \| - \| - \| - \| - \| 2 \| \| \| 5e \| 1 \| - \| - \| 2 \| 1 \| - \| 4 \| 1 \| - \| - \| 3 \| - \| - \| 4 \| \| \| 6e \| 1 \| - \| - \| 1 \| 1 \| - \| 3 \| - \| - \| - \| 2 \| 1 \| - \| 3 \| \| \| 7e \| - \| - \| - \| 4 \| 1 \| - \| 5 \| - \| - \| - \| 3 \| 1 \| - \| 4 \| \| \| 8e \| - \| - \| - \| 3 \| - \| - \| 3 \| - \| - \| - \| 3 \| - \| - \| 3 \| \| \| 9e \| 3 \| - \| - \| 1 \| - \| - \| 4 \| 1 \| - \| - \| 3 \| - \| - \| 4 \| \| \| 10e \| 3 \| 1 \| 1 \| - \| 1 \| - \| 6 \| 4 \| 1 \| 1 \| 1 \| - \| - \| 7 \| \| \| 11e \| 8 \| - \| 1 \| 1 \| - \| 1 \| 11 \| 6 \| 2 \| 1 \| - \| 2 \| - \| 11 \| \| \| 12e \| 5 \| 1 \| 2 \| 1 \| 1 \| - \| 10 \| 5 \| 1 \| 2 \| 1 \| 1 \| - \| 10 \| \| \| 13e \| 9 \| 1 \| 1 \| 1 \| 1 \| - \| 13 \| 7 \| 2 \| 2 \| 1 \| 1 \| - \| 13 \| \| \| 14e \| 6 \| 1 \| 1 \| 1 \| - \| 1 \| 10 \| 6 \| 1 \| 1 \| 1 \| 1 \| - \| 10 \| \| \| 15e \| 4 \| - \| - \| 11 \| 2 \| - \| 17 \| 3 \| - \| - \| 12 \| 3 \| - \| 18 \| \| \| 16e \| 1 \| - \| - \| 10 \| 2 \| - \| 13 \| 1 \| - \| - \| 9 \| 3 \| - \| 13 \| \| \| 17e \| 3 \| - \| - \| 9 \| 1 \| - \| 13 \| 2 \| - \| - \| 8 \| 2 \| - \| 12 \| \| \| 18e \| 9 \| 2 \| 1 \| 2 \| - \| - \| 14 \| 7 \| 3 \| 2 \| 2 \| 1 \| - \| 15 \| \| \| 19e \| 9 \| - \| 1 \| 2 \| - \| - \| 12 \| 7 \| 3 \| 2 \| 2 \| - \| - \| 14 \| \| \| 20e \| 7 \| 4 \| 2 \| - \| - \| - \| 13 \| 7 \| 2 \| 2 \| 2 \| - \| 1 \| 14 \| \| \| Ss-totaux \| 77 \| 11 \| 10 \| 52 \| 11 \| 2 \| 163 \| 62 \| 16 \| 13 \| 55 \| 16 \| 1 \| 163 \| \| \| Répartition \| Majorité (98) \| Majorité (98) \| Majorité (98) \| Opposition (63) \| Opposition (63) \| Non inscrits (2) \| Total (163) \| Majorité (91) \| Majorité (91) \| Majorité (91) \| Opposition (71) \| Opposition (71) \| Non inscrits (1) \| Total (163) \| \| \| (*) À Paris, les secteurs correspondent aux arrondissements (loi PLM). \| \| \| \| \| \| \| \| \| \| \| \| \| \| \| \| |                          |                          |                          |                          |                          |                          |                          |               |                              |                              |                              |                              |                              |                              |                              |
| Conseil de Paris sortant | Conseil de Paris sortant | Conseil de Paris sortant | Conseil de Paris sortant | Conseil de Paris sortant | Conseil de Paris sortant | Conseil de Paris sortant | Conseil de Paris sortant |               | Conseil de Paris élu en 2014 | Conseil de Paris élu en 2014 | Conseil de Paris élu en 2014 | Conseil de Paris élu en 2014 | Conseil de Paris élu en 2014 | Conseil de Paris élu en 2014 | Conseil de Paris élu en 2014 |
| Secteur (*) | PS/PRG                   | EÉLV                     | PC/PG                    | UMP                      | UDI                      | Non inscrits             | Ss-Totaux                | PS/PRG        | EÉLV                         | PC                           | UMP                          | UDI /MoDem                   | PG                           | Ss-Totaux                    |                              |
| 1er | 1                        | -                        | -                        | 2                        | -                        | -                        | 3                        | -             | -                            | -                            | 1                            | -                            | -                            | 1                            |                              |
| 2e | 2                        | 1                        | -                        | -                        | -                        | -                        | 3                        | 1             | 1                            | -                            | -                            | -                            | -                            | 2                            |                              |
| 3e | 3                        | -                        | -                        | -                        | -                        | -                        | 3                        | 2             | -                            | -                            | 1                            | -                            | -                            | 3                            |                              |
| 4e | 2                        | -                        | -                        | 1                        | -                        | -                        | 3                        | 2             | -                            | -                            | -                            | -                            | -                            | 2                            |                              |
| 5e | 1                        | -                        | -                        | 2                        | 1                        | -                        | 4                        | 1             | -                            | -                            | 3                            | -                            | -                            | 4                            |                              |
| 6e | 1                        | -                        | -                        | 1                        | 1                        | -                        | 3                        | -             | -                            | -                            | 2                            | 1                            | -                            | 3                            |                              |
| 7e | -                        | -                        | -                        | 4                        | 1                        | -                        | 5                        | -             | -                            | -                            | 3                            | 1                            | -                            | 4                            |                              |
| 8e | -                        | -                        | -                        | 3                        | -                        | -                        | 3                        | -             | -                            | -                            | 3                            | -                            | -                            | 3                            |                              |
| 9e | 3                        | -                        | -                        | 1                        | -                        | -                        | 4                        | 1             | -                            | -                            | 3                            | -                            | -                            | 4                            |                              |
| 10e | 3                        | 1                        | 1                        | -                        | 1                        | -                        | 6                        | 4             | 1                            | 1                            | 1                            | -                            | -                            | 7                            |                              |
| 11e | 8                        | -                        | 1                        | 1                        | -                        | 1                        | 11                       | 6             | 2                            | 1                            | -                            | 2                            | -                            | 11                           |                              |
| 12e | 5                        | 1                        | 2                        | 1                        | 1                        | -                        | 10                       | 5             | 1                            | 2                            | 1                            | 1                            | -                            | 10                           |                              |
| 13e | 9                        | 1                        | 1                        | 1                        | 1                        | -                        | 13                       | 7             | 2                            | 2                            | 1                            | 1                            | -                            | 13                           |                              |
| 14e | 6                        | 1                        | 1                        | 1                        | -                        | 1                        | 10                       | 6             | 1                            | 1                            | 1                            | 1                            | -                            | 10                           |                              |
| 15e | 4                        | -                        | -                        | 11                       | 2                        | -                        | 17                       | 3             | -                            | -                            | 12                           | 3                            | -                            | 18                           |                              |
| 16e | 1                        | -                        | -                        | 10                       | 2                        | -                        | 13                       | 1             | -                            | -                            | 9                            | 3                            | -                            | 13                           |                              |
| 17e | 3                        | -                        | -                        | 9                        | 1                        | -                        | 13                       | 2             | -                            | -                            | 8                            | 2                            | -                            | 12                           |                              |
| 18e | 9                        | 2                        | 1                        | 2                        | -                        | -                        | 14                       | 7             | 3                            | 2                            | 2                            | 1                            | -                            | 15                           |                              |
| 19e | 9                        | -                        | 1                        | 2                        | -                        | -                        | 12                       | 7             | 3                            | 2                            | 2                            | -                            | -                            | 14                           |                              |
| 20e | 7                        | 4                        | 2                        | -                        | -                        | -                        | 13                       | 7             | 2                            | 2                            | 2                            | -                            | 1                            | 14                           |                              |
| Ss-totaux | 77                       | 11                       | 10                       | 52                       | 11                       | 2                        | 163                      | 62            | 16                           | 13                           | 55                           | 16                           | 1                            | 163                          |                              |
| Répartition | Majorité (98)            | Majorité (98)            | Majorité (98)            | Opposition (63)          | Opposition (63)          | Non inscrits (2)         | Total (163)              | Majorité (91) | Majorité (91)                | Majorité (91)                | Opposition (71)              | Opposition (71)              | Non inscrits (1)             | Total (163)                  |                              |
| (*) À Paris, les secteurs correspondent aux arrondissements (loi PLM). |                          |                          |                          |                          |                          |                          |                          |               |                              |                              |                              |                              |                              |                              |                              |

## Candidats

### Candidats à la mairie de Paris

#### Europe Écologie Les Verts(EELV)
Une primaire interne aux militants parisiens départage les huit candidats le 8 juin 2013,.
|                | Christophe Najdovski | 307 | 51,86 |
|                | Jacques Boutault     | 273 | 46,11 |
|                |                      |     |       |
| Votants        |                      |     |       |
| Blancs et nuls | Blancs et nuls       |     | 2,03  |
| Exprimés       |                      |     |       |

Candidat désigné par la primaire
- Christophe Najdovski, adjoint au maire de Paris chargé de la petite enfance[18].

Autres candidats à la primaire
- Jacques Boutault (53 ans), maire du 2e arrondissement de Paris et conseiller fédéral d'EELV[19], déclare le 14 mars 2013 qu'il est candidat[20].
- Bernard Jomier, adjoint au maire du 19e arrondissement chargé de l'environnement et du développement durable.
- Francine Bavay, conseillère régionale d'Île-de-France, élue des Hauts-de-Seine.
- Florence Pélissier-Combescure, co-secrétaire du groupe local du 14e arrondissement.
- Pierre Lucot, secrétaire général du courant Utopia, conseiller fédéral d'EELV.
- Thierry Schaffauser, acteur pornographique et syndicaliste pro-sexe, écrivain.
- Stefan de Vries, militant.

Pas candidat
- Yves Contassot, conseiller de Paris, se déclare candidat et commence sa campagne[21]. Il est cependant battu lors de la primaire interne à son courant et laisse la place à Christophe Najdovski.
- Cécile Duflot (38 ans), élue députée de Paris en juin 2012, est évoquée comme candidate même si sa fonction de ministre du Logement pourrait l'en empêcher[22]. Ses proches plaident pour une primaire en septembre, lui laissant le temps de préparer sa campagne en restant ministre mais les militants votent pour une primaire avant l'été, rendant sa candidature impossible. Néanmoins, plusieurs candidats aux primaires indiquent que, s'ils sont élus et que Cécile Duflot souhaite être candidate, ils lui laisseront la place malgré le vote des militants. Seul Jacques Boutault s'y oppose formellement. Elle-même n'écarte pas l'idée, donnant rendez-vous à l'automne pour voir ce qu'il en sera[23]. Finalement, elle annonce le 19 juin 2013 qu'elle ne sera pas candidate comme tête de liste, laissant ouverte la possibilité de figurer à une place non-éligible[24].

#### Front national(FN)
Candidat déclaré

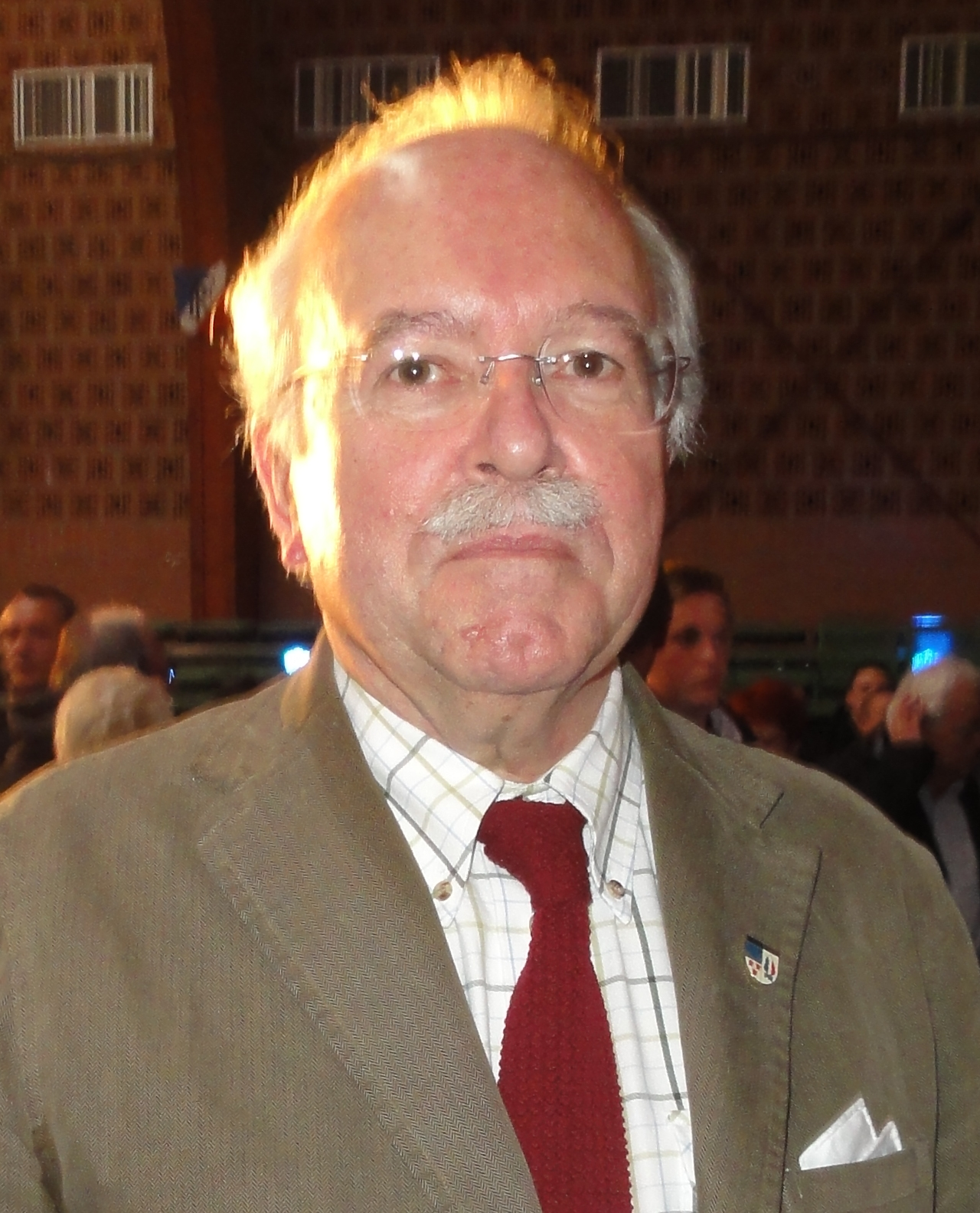
Wallerand de Saint-Just.

Wallerand de Saint-Just est le candidat du Front national ; il est vice-président du FN depuis 2009, avocat au barreau de Paris, secrétaire départemental du FN depuis le 10 octobre 2012, date à laquelle il a annoncé sa candidature dans la capitale.
Wallerand de Saint-Just a été officiellement investi par le FN en mars 2013.
En septembre 2013, le candidat forme son équipe composée de Bernadette de La Bourdonnaye, tête de liste dans le 7e arrondissement qui est nommée directrice de campagne. Deux porte-paroles sont également désignés : Gaëtan Dussausaye, responsable du FNJ à Paris et tête de liste dans le 11e arrondissement ainsi que Charlotte Soula, directrice de cabinet de Marine Le Pen.
Le candidat axe sa campagne autour des thèmes de la fiscalité - qu'il propose de réduire de 20 % en 5 ans - de la spéculation immobilière, de la démocratie directe, de la sécurité et de la circulation.
Florian Philippot, autre vice-président du FN, annonce son implication dans la campagne parisienne.
Le FN voit dans la campagne de Paris "un enjeu national" et ambitionne d'obtenir un groupe au Conseil de Paris avec au moins cinq conseillers, voire de remporter la mairie de Paris.
En décembre, le candidat reçoit le renfort de deux proches de Marine Le Pen : Paul-Marie Coûteaux et Philippe Martel.

#### Mouvement démocrate(MoDem)
Candidate déclarée
- Marielle de Sarnez (60 ans), ancienne conseillère de Paris, députée européenne et vice-présidente du Mouvement démocrate. Interrogé sur les municipales dans la capitale, François Bayrou a indiqué le 16 février 2013 qu'une équipe allait se mettre en place autour de Marielle de Sarnez, avec une approche non partisane[31]. Elle déclare le 21 mars 2013 qu'elle est candidate à la mairie de Paris[32]. Le 5 décembre 2013, elle rejoint les listes d'union UMP-UDI-MoDem, menées par Nathalie Kosciusko-Morizet.

#### Paris libéré
Candidat déclaré
- Charles Beigbeder (49 ans), homme d'affaires et candidat UMP aux législatives dans le 12e arrondissement en 2012 entre en dissidence le 20 décembre 2013 (après un désaccord sur sa présence sur la liste du 8e arrondissement) en lançant une liste concurrente de celle de Nathalie Kosciusko-Morizet[33]. Cela lui vaut d'être exclu de l'UMP. Il fonde alors le mouvement « Paris libéré » et présente vingt listes pour les municipales à Paris[34].

#### Parti communiste français(PCF)
Les militants PCF de Paris ont été consultés sur la stratégie à adopter aux élections municipales ; entre les deux propositions (rejoindre le PS dès le premier tour, ou partir avec le Parti de gauche), ils ont préféré à 57 % la proposition soutenue par la direction du PCF, à savoir s'allier au PS dès le premier tour. Le résultat du vote est mal accueilli au Parti de gauche.

#### Parti de gauche(PG)
Candidate déclarée

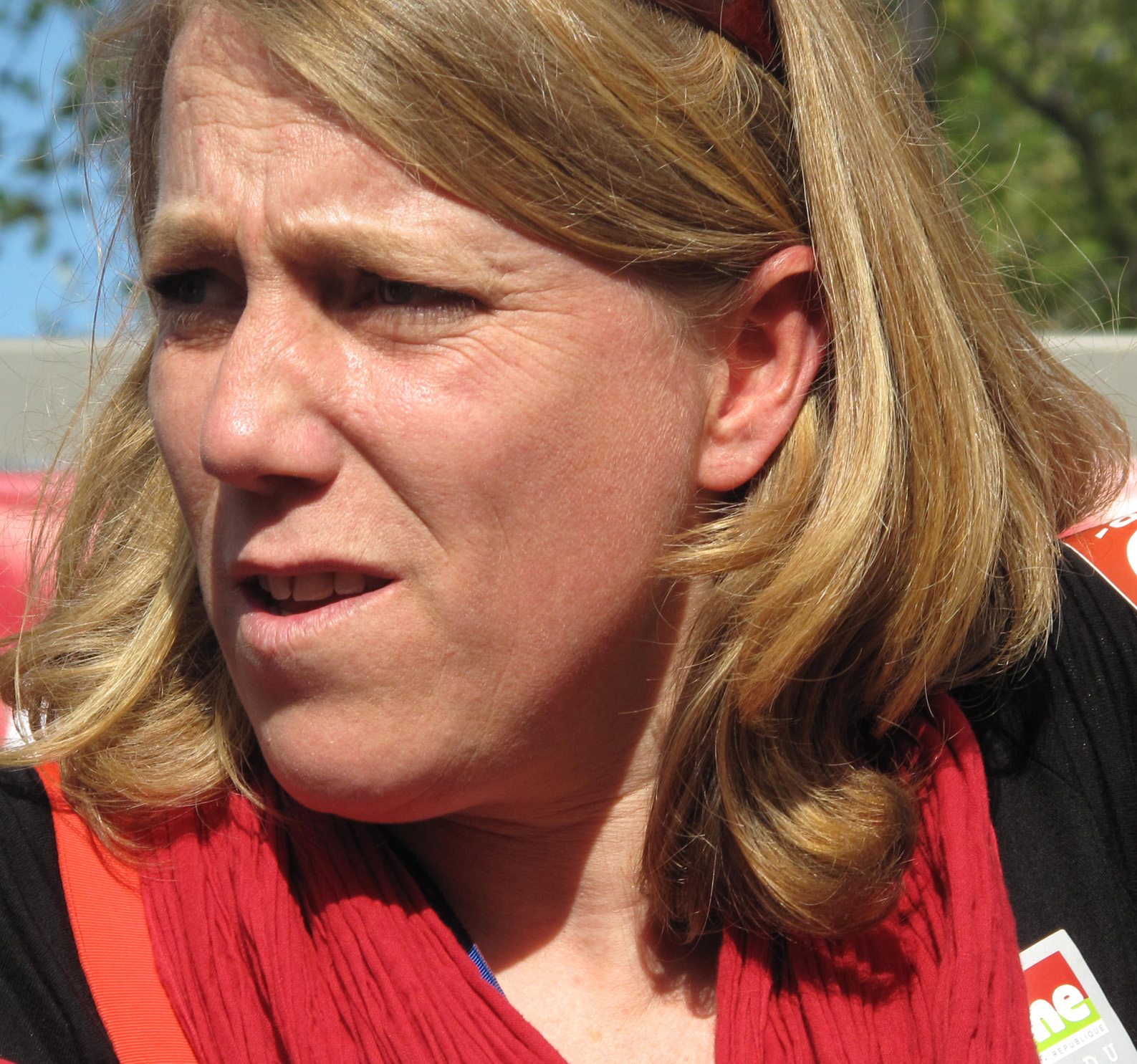
Danielle Simonnet, le 5 mai 2013.

- La conseillère de Paris Danielle Simonnet a été désignée chef de file par le Parti de gauche, qui appelle à constituer des listes du Front de gauche autonomes du PS à Paris[35]. Une partie du Front de gauche, dont le PCF, s'est allié dès le premier tour aux listes du PS, tandis que d'autres partagent la position du PG[36].

#### Parti socialiste(PS)

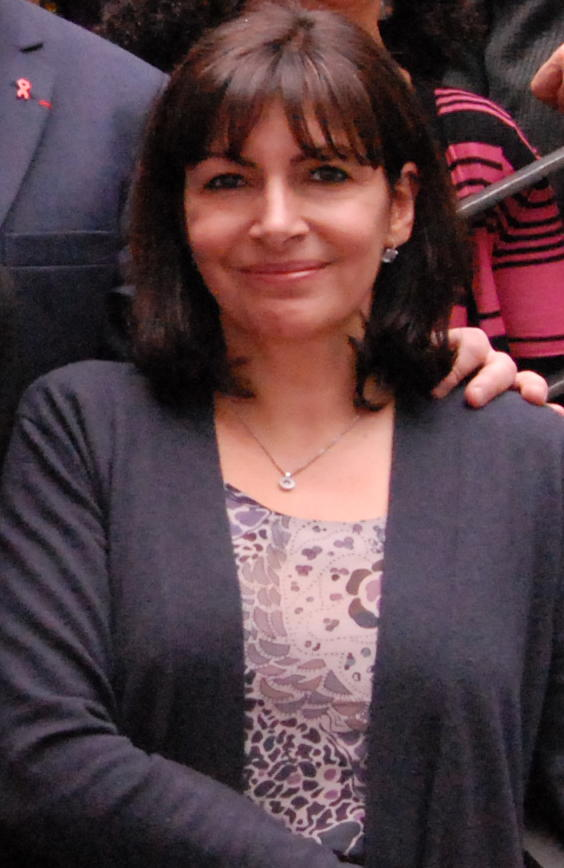
Anne Hidalgo

Le maire socialiste sortant, Bertrand Delanoë, ne se représente pas.
Anne Hidalgo, première adjointe au maire de Paris et conseillère régionale d'Île-de-France, annonce le 4 octobre 2012 qu'elle est « candidate pour être la prochaine maire de Paris ». Le 22 mai 2013, elle est officiellement investie par le vote des adhérents de la fédération de Paris du PS en qualité de tête de liste pour mener la campagne des élections municipales 2014.
|                | Anne Hidalgo   | 2 670 | 100,00 |
|                |                |       |        |
| Votants        | Votants        | 2 715 | 100,00 |
| Blancs et nuls | Blancs et nuls | 45    | 1,66   |
| Exprimés       | Exprimés       | 2 670 | 98,34  |

Nommé le 28 août 2013, le porte-parole de sa campagne est Pascal Cherki, secondé de deux porte-parole adjoints : Bruno Julliard et Rémi Féraud (également codirecteur de campagne). D'autres porte-parole sont nommés fin octobre, portant leur nombre à six : Ian Brossat (après l'accord PCF-PS), Colombe Brossel, Seybah Dagoma et Myriam El Khomri.
Sur ses listes figurent plusieurs personnalités d'ouvertures issues d'autres partis ou de la société civile, comme l'ancienne ministre ex-UMP Dominique Versini, le conseiller de Paris ex-MoDeM Jean-François Martins, l'universitaire Marie-Christine Lemardeley ou encore l'actrice Firmine Richard. Elle est rejointe entre les deux tours par l'ex-UDI "Nous Citoyens" Anne Lebreton.

#### Union des démocrates et indépendants(UDI)
Candidat désigné

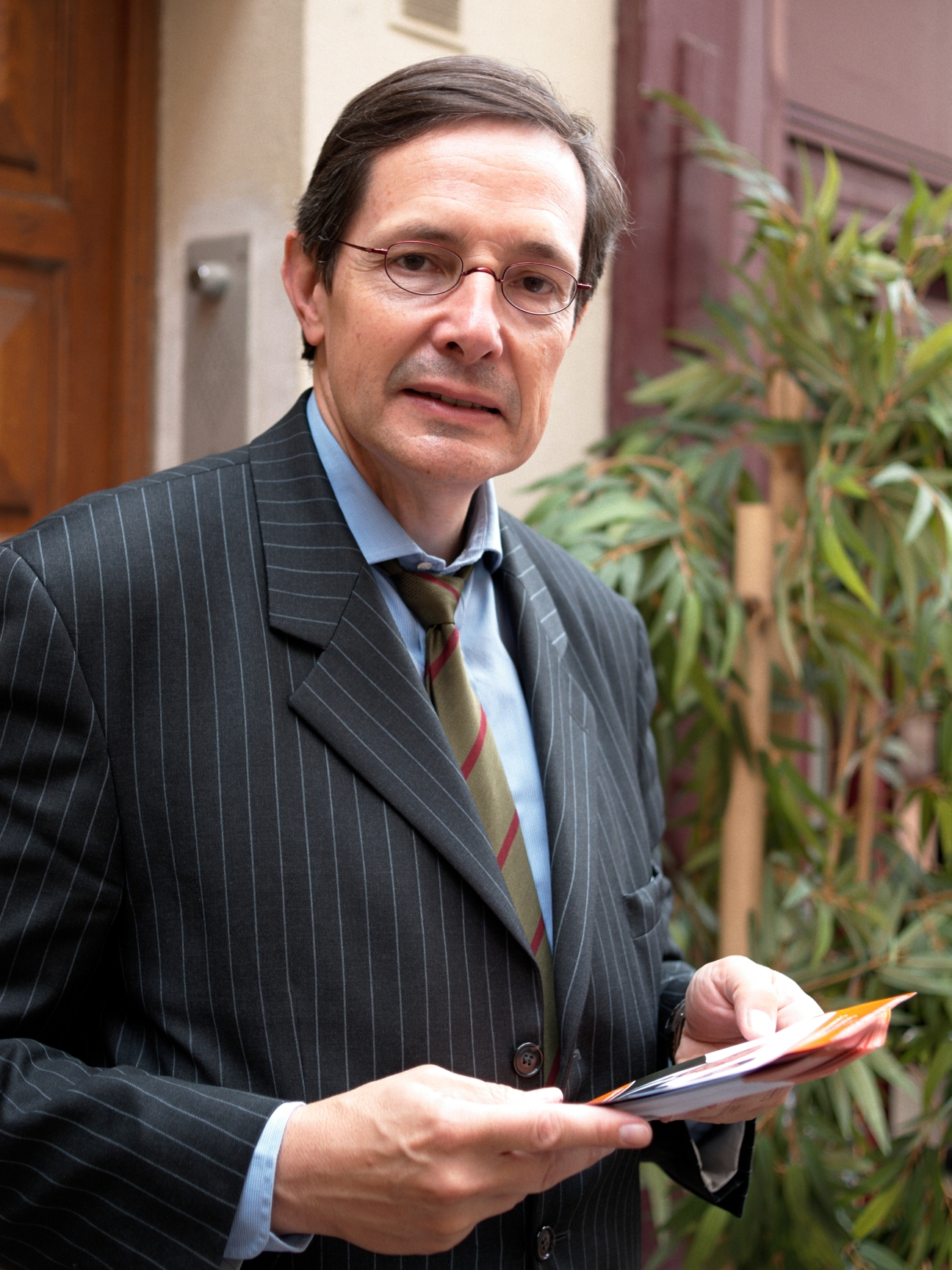
Christian Saint-Étienne.

Christian Saint-Étienne (61 ans), économiste universitaire, analyste et homme politique français. Il est conseiller de Paris et conseiller d'arrondissement pour le 5e arrondissement depuis le 16 mars 2008. Il est investi par le comité exécutif du parti Union des Démocrates et Indépendants le 16 juillet 2013 après une recommandation à l'unanimité des conseillers de la Fédération de Paris. Dans la foulée de sa nomination, Alternative libérale affiche son soutien à Christian Saint-Étienne. Le 5 décembre 2013, il rejoint les listes d'union UMP-UDI-MoDem, menées par Nathalie Kosciusko-Morizet ; il sera chargé du dossier du Grand Paris.
Candidate possible
- Rama Yade, conseillère municipale de Colombes et conseillère régionale d'Île-de-France, annonce le 8 mars 2013 qu'elle réfléchit à une candidature à Paris. Cependant, étant enceinte à cette période elle ne souhaite pas faire campagne si tôt et déclare donner sa décision en septembre[46].

Pas candidat
- Jean-Louis Borloo, conseiller municipal de Valenciennes et député de la vingt et unième circonscription du Nord, pourrait être le candidat de son parti à la mairie de Paris. Il pourrait aussi être le candidat d'un rassemblement UMP-UDI[47]. Après de nombreuses annonces contradictoires, il renonce finalement à se présenter[48].
- Chantal Jouanno, sénatrice de Paris et conseillère régionale d'Île-de-France, qui était candidate à des primaires ouverte à droite[49], a finalement déclaré qu'elle renonçait à se présenter aux municipales de Paris[50].

#### Union pour un mouvement populaire(UMP)

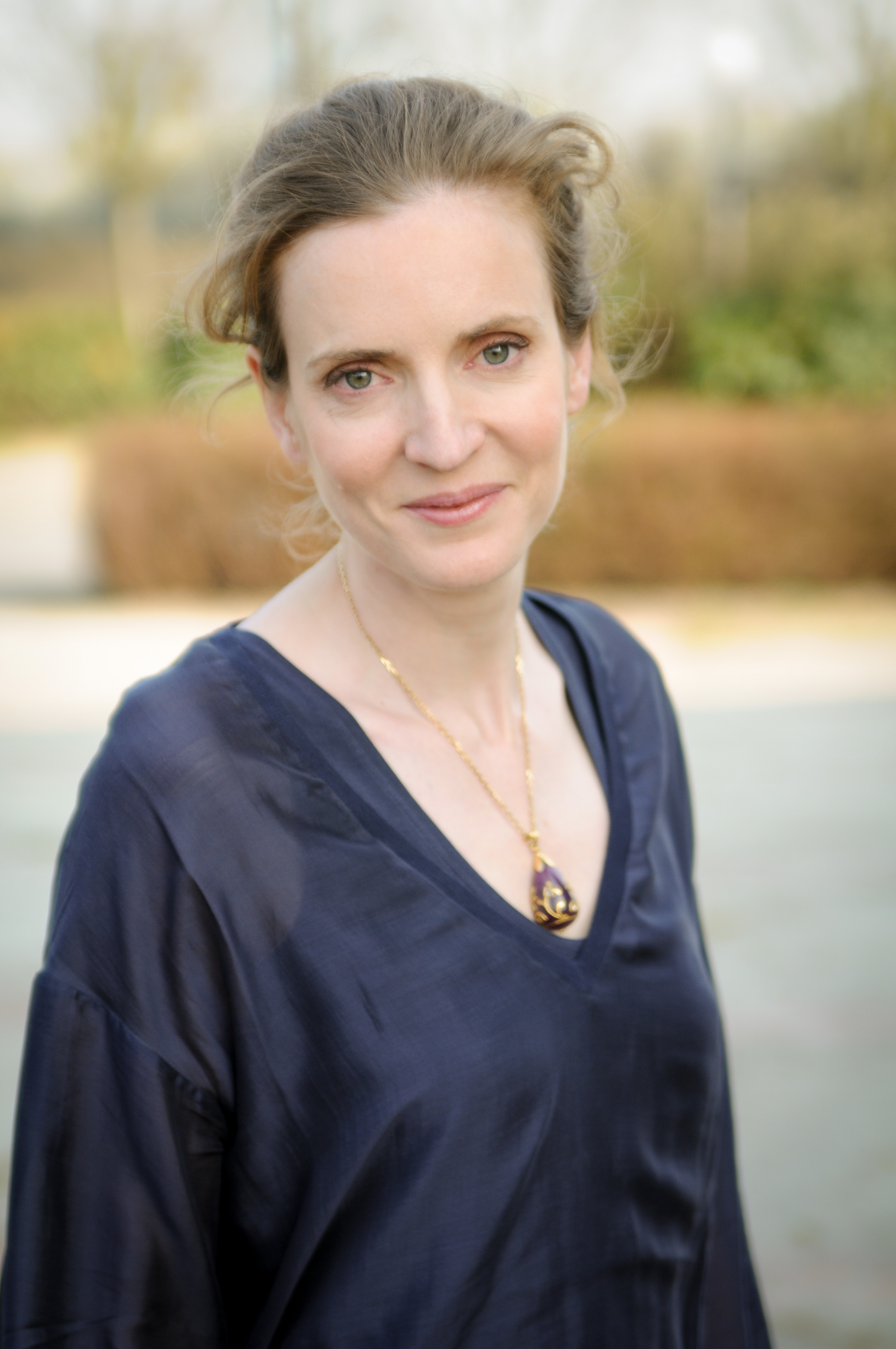
Nathalie Kosciusko-Morizet, en 2012.

Le bureau de la fédération UMP décide, le 8 février 2013, d’organiser une primaire par vote électronique. Les candidats doivent se déclarer avant la fin février et se faire parrainer par 10 élus parisiens de trois arrondissements et 300 électeurs de cinq arrondissements. La primaire est ouverte à tous les Parisiens inscrits sur les listes électorales. Le vote pour le premier tour se tient du 31 mai au 3 juin. À l'issue du premier tour de la primaire Nathalie Kosciusko-Morizet est la candidate officielle du parti.
|                | Nathalie Kosciusko-Morizet | 11 675 | 58,35 |
|                | Jean-François Legaret      | 4 095  | 20,46 |
|                | Pierre-Yves Bournazel      | 2 165  | 10,82 |
|                | Franck Margain             | 2 075  | 10,37 |
|                |                            |        |       |
| Votants        | Votants                    | 20 074 | 86,10 |
| Blancs et nuls | Blancs et nuls             | 64     | 0,32  |
| Exprimés       | Exprimés                   | 20 010 | 99,68 |

Nommés le 27 août 2013, les quatre porte-parole de la campagne de Nathalie Kosciusko-Morizet sont Pierre-Yves Bournazel, Vincent Roger, Valérie Montandon et Agnès Evren. Sa campagne se concentre autour de la critique de la réforme des rythmes scolaires, de la création d'une police municipale et de l'extension des zones d'ouverture au travail nocturne et au travail dominical. Elle propose également la construction d'une nouvelle cité universitaire, la couverture d'une partie du périphérique, la réhabilitation de stations de métro « fantômes » et la création d'une rocade cycliste sur le tracé de la Petite ceinture.
Le 5 décembre 2013, elle noue un accord avec l'UDI et le MoDem en vue de la constitution de listes d'union ; 30 % des places éligibles seront réservées à ces deux partis (environ vingt sièges si Anne Hidalgo l'emporte, plus si Nathalie Kosciusko-Morizet devient maire de Paris). Par ailleurs, Christian Saint-Étienne (UDI) devient tête de liste du 11e arrondissement et Fadila Mehal (MoDem), du 13e arrondissement, avant d'être écartée le 26 décembre suivant au profit d'Edith Gallois (UDI) et de figurer à la place de no 2, dans le 18e.
Sur ses listes figurent plusieurs personnalités d'ouvertures issues d'autres partis ou de la société civile, comme l'ancienne secrétaire générale du PRG Élisabeth Boyer, l'ancien secrétaire national des Verts Yann Wehrling, l'ancien président du CNC Éric Garandeau ou encore le comédien Benoît Solès.

## Résultats

### Candidats et résultats par mairie d'arrondissement
À Paris, l'élection municipale ne se fait pas au niveau de la ville, mais des secteurs électoraux, correspondant chacun à un arrondissement.
Depuis juillet 2013, une nouvelle répartition des sièges des conseillers de Paris est en vigueur (cf. supra).
L'arrêté préfectoral numéro 2014/066-00007 « fixant la clôture du dépôt des déclarations de candidatures à l'occasion des élections municipales des 23 et 30 mars 2014 à Paris » a été signé par le préfet de la région Île-de-France, préfet de Paris, Jean Daubigny, le 7 mars 2014 ; cet arrêté est consultable notamment sur le site internet de la préfecture de la région Île-de-France, préfecture de Paris; il permet notamment de prendre connaissance des noms de tous les candidats, au-delà des seules têtes de liste mentionnées dans les tableaux de résultats ci-dessous.
L'ensemble des informations concernant les listes et les candidats pour cette élection municipale 2014 à Paris, comme pour l'ensemble des communes de France, est publié sur un site officiel du ministère de l'Intérieur.

#### 1erarrondissementde Paris
Maire sortant : Jean-François Legaret (UMP)
10 sièges à pourvoir au conseil d'arrondissement
01 siège à pourvoir au Conseil de Paris
07 listes de 11 candidats chacune
Une liste ayant atteint la majorité absolue dès le premier tour, les sièges ont été pourvus à l'issue de ce premier tour.
|                                                          | Jean-François Legaret* | UMP-UDI-MoDem                    | 3 144  | 51,72  | 8 | 1 |
| 100% premier avec Jean-François Legaret                  |                        |                                  | 3 144  | 51,72  | 8 | 1 |
|                                                          | Loïg Raoul             | PS-PCF-PRG                       | 1 663  | 27,36  | 2 |   |
| Anne HIDALGO Paris qui ose                               |                        |                                  | 1 663  | 27,36  | 2 |   |
|                                                          | Élisabeth Bourguinat   | EÉLV                             | 659    | 10,84  |   |   |
| Liste citoyenne d'ouverture                              |                        |                                  | 659    | 10,84  |   |   |
|                                                          | Olivier Rauch          | FN-RBM                           | 306    | 5,03   |   |   |
| Paris capitale de la France avec Wallerand de Saint-Just |                        |                                  | 306    | 5,03   |   |   |
|                                                          | Dominique Magniette    | Parti de gauche                  | 154    | 2,53   |   |   |
| Front de Gauche – À Paris, Place au Peuple !             |                        |                                  | 154    | 2,53   |   |   |
|                                                          | Laurent Guignon        | Mouvement écologiste indépendant | 123    | 2,02   |   |   |
| Les écologistes - Mouvement écologiste indépendant       |                        |                                  | 123    | 2,02   |   |   |
|                                                          | Marielle Saulnier      | LO                               | 30     | 0,49   |   |   |
| Lutte Ouvrière - Faire entendre le camp des Travailleurs |                        |                                  | 30     | 0,49   |   |   |
|                                                          |                        |                                  |        |        |   |   |
| Inscrits                                                 | Inscrits               | Inscrits                         | 10 425 | 100,00 |   |   |
| Abstentions                                              | Abstentions            | Abstentions                      | 4 211  | 40,39  |   |   |
| Votants                                                  | Votants                | Votants                          | 6 214  | 59,61  |   |   |
| Blancs et nuls                                           | Blancs et nuls         | Blancs et nuls                   | 135    | 2,17   |   |   |
| Exprimés                                                 | Exprimés               | Exprimés                         | 6 079  | 97,83  |   |   |
| * Liste du maire sortant                                 |                        |                                  |        |        |   |   |

Maire d'arrondissement élu :

#### 2earrondissementde Paris
Maire sortant : Jacques Boutault (EELV)
10 sièges à pourvoir au conseil d'arrondissement
02 sièges à pourvoir au Conseil de Paris
08 listes de 12 candidats chacune
| Tête de liste                                               | Tête de liste        | Étiquette de liste | Premier tour | Premier tour | Second tour | Second tour | Sièges             | Sièges            |
| Tête de liste                                               | Tête de liste        | Étiquette de liste | Voix         | %            | Voix        | %           | Conseil de secteur | Conseil municipal |
| ----------------------------------------------------------- | -------------------- | ------------------ | ------------ | ------------ | ----------- | ----------- | ------------------ | ----------------- |
|                                                             | Jacques Boutault*    | EÉLV               | 2 260        | 32,96        | 3 965       | 58,24       | 8                  | 2                 |
| Vivre le 2e arrondissement. Respirer, rassembler, innover   |                      |                    | 2 260        | 32,96        | 3 965       | 58,24       | 8                  | 2                 |
|                                                             | Véronique Levieux    | PS-PCF-PRG         | 1 565        | 22,82        | 3 965       | 58,24       | 8                  | 2                 |
| Anne Hidalgo Paris qui ose                                  |                      |                    | 1 565        | 22,82        | 3 965       | 58,24       | 8                  | 2                 |
|                                                             | Christophe Lekieffre | UMP-UDI-MoDem      | 1 663        | 24,25        | 2 843       | 41,76       | 2                  |                   |
| Liste d'Union UMP-UDI-MODEM avec Nathalie Kosciusko-Morizet |                      |                    | 1 663        | 24,25        | 2 843       | 41,76       | 2                  |                   |
|                                                             | Hélène Delsol        | DVD                | 755          | 11,01        | 2 843       | 41,76       | 2                  |                   |
| Renouvellement et Ancrage local avec Hélène Delsol          |                      |                    | 755          | 11,01        | 2 843       | 41,76       | 2                  |                   |
|                                                             | Pascal Berland       | FN-RBM             | 272          | 3,97         |             |             |                    |                   |
| Paris Capitale de la France avec Wallerand de Saint-Just    |                      |                    | 272          | 3,97         |             |             |                    |                   |
|                                                             | Danièle Obono        | Parti de gauche    | 192          | 2,80         |             |             |                    |                   |
| Front de Gauche – À Paris, place au peuple !                |                      |                    | 192          | 2,80         |             |             |                    |                   |
|                                                             | Emmanuel Sala        | Paris libéré       | 129          | 1,88         |             |             |                    |                   |
| Paris Libéré avec Charles Beigbeder                         |                      |                    | 129          | 1,88         |             |             |                    |                   |
|                                                             | Jean-Pierre Dalmas   | LO                 | 21           | 0,31         |             |             |                    |                   |
| Lutte Ouvrière faire entendre le camp des travailleurs      |                      |                    | 21           | 0,31         |             |             |                    |                   |
|                                                             |                      |                    |              |              |             |             |                    |                   |
| Inscrits                                                    | Inscrits             | Inscrits           | 12 216       | 100,00       | 12 217      | 100,00      |                    |                   |
| Abstentions                                                 | Abstentions          | Abstentions        | 5 231        | 42,82        | 5 182       | 42,42       |                    |                   |
| Votants                                                     | Votants              | Votants            | 6 985        | 57,18        | 7 035       | 57,58       |                    |                   |
| Blancs et nuls                                              | Blancs et nuls       | Blancs et nuls     | 128          | 1,83         | 227         | 3,23        |                    |                   |
| Exprimés                                                    | Exprimés             | Exprimés           | 6 857        | 98,17        | 6 808       | 96,77       |                    |                   |
| * Liste du maire sortant                                    |                      |                    |              |              |             |             |                    |                   |

Maire d'arrondissement élu :

#### 3earrondissementde Paris
Maire sortant : Pierre Aidenbaum (PS)
10 sièges à pourvoir au conseil d'arrondissement
03 sièges à pourvoir au Conseil de Paris
08 listes de 13 candidats chacune
| Tête de liste                                                      | Tête de liste       | Liste           | Premier tour | Premier tour | Second tour | Second tour | Sièges             | Sièges            |
| Tête de liste                                                      | Tête de liste       | Liste           | Voix         | %            | Voix        | %           | Conseil de secteur | Conseil municipal |
| ------------------------------------------------------------------ | ------------------- | --------------- | ------------ | ------------ | ----------- | ----------- | ------------------ | ----------------- |
|                                                                    | Pierre Aidenbaum*   | PS-PCF-PRG      | 5 493        | 47,29        | 7 012       | 60,44       | 8                  | 2                 |
| Anne Hidalgo Paris qui ose 3ème                                    |                     |                 | 5 493        | 47,29        | 7 012       | 60,44       | 8                  | 2                 |
|                                                                    | Laurence Hugues     | EÉLV            | 1 252        | 10,78        | 7 012       | 60,44       | 8                  | 2                 |
| de l'air dans le 3e, la liste de l'écologie citoyenne et solidaire |                     |                 | 1 252        | 10,78        | 7 012       | 60,44       | 8                  | 2                 |
|                                                                    | Marie-Laure Harel   | UMP-UDI-MoDem   | 3 379        | 29,09        | 4 589       | 39,55       | 2                  | 1                 |
| Liste d'Union MODEM-UDI-UMP avec Nathalie Koscuisko-Morizet        |                     |                 | 3 379        | 29,09        | 4 589       | 39,55       | 2                  | 1                 |
|                                                                    | Bruno Clavet        | FN-RBM          | 580          | 4,99         |             |             |                    |                   |
| Paris capitale de la France, avec Wallerand de Saint Just          |                     |                 | 580          | 4,99         |             |             |                    |                   |
|                                                                    | Hugues Reiner       | Parti de gauche | 464          | 3,99         |             |             |                    |                   |
| Front de Gauche à Paris - Place au peuple                          |                     |                 | 464          | 3,99         |             |             |                    |                   |
|                                                                    | Jacky Majda         | Paris libéré    | 279          | 2,40         |             |             |                    |                   |
| Paris libéré                                                       |                     |                 | 279          | 2,40         |             |             |                    |                   |
|                                                                    | Isabelle Foucher    | NPA             | 110          | 0,95         |             |             |                    |                   |
| Paris Anticapitaliste                                              |                     |                 | 110          | 0,95         |             |             |                    |                   |
|                                                                    | Jean-Pierre Luciano | LO              | 58           | 0,50         |             |             |                    |                   |
| Lutte Ouvrière - Faire entendre le camp des travailleurs           |                     |                 | 58           | 0,50         |             |             |                    |                   |
|                                                                    |                     |                 |              |              |             |             |                    |                   |
| Inscrits                                                           | Inscrits            | Inscrits        | 20 356       | 100,00       | 20 357      | 100,00      |                    |                   |
| Abstentions                                                        | Abstentions         | Abstentions     | 8 451        | 41,52        | 8 354       | 41,04       |                    |                   |
| Votants                                                            | Votants             | Votants         | 11 905       | 58,48        | 12 003      | 58,96       |                    |                   |
| Blancs et nuls                                                     | Blancs et nuls      | Blancs et nuls  | 290          | 2,44         | 402         | 3,35        |                    |                   |
| Exprimés                                                           | Exprimés            | Exprimés        | 11 615       | 97,56        | 11 601      | 96,65       |                    |                   |
| * Liste du maire sortant                                           |                     |                 |              |              |             |             |                    |                   |

Maire d'arrondissement élu :

#### 4earrondissementde Paris
Maire sortant : Christophe Girard (PS)
10 sièges à pourvoir au conseil d'arrondissement
02 sièges à pourvoir au Conseil de Paris
07 listes de 12 candidats chacune
| Tête de liste                                             | Tête de liste      | Liste           | Premier tour | Premier tour | Second tour | Second tour | Sièges             | Sièges            |  |
| Tête de liste                                             | Tête de liste      | Liste           | Voix         | %            | Voix        | %           | Conseil de secteur | Conseil municipal |  |
| --------------------------------------------------------- | ------------------ | --------------- | ------------ | ------------ | ----------- | ----------- | ------------------ | ----------------- |  |
|                                                           | Christophe Girard* | PS-PCF-PRG      | 3 684        | 37,40        | 5 253       | 50,26       | 8                  | 2                 |  |
| Anne Hidalgo Paris qui ose                                |                    |                 | 3 684        | 37,40        | 5 253       | 50,26       | 8                  | 2                 |  |
|                                                           | Vincent Roger      | UMP-UDI-MoDem   | 3 725        | 37,82        | 5 198       | 49,73       | 2                  |                   |  |
| Union UMP-UDI-MODEM avec Nathalie Kosciusko-Morizet       |                    |                 | 3 725        | 37,82        | 5 198       | 49,73       | 2                  |                   |  |
|                                                           | Corine Faugeron    | EÉLV            | 916          | 9,30         |             |             |                    |                   |  |
| Vivre mieux à Paris avec Christophe Najdovski             |                    |                 | 916          | 9,30         |             |             |                    |                   |  |
|                                                           | Anne Lebreton      | Nous Citoyens   | 577          | 5,86         |             |             |                    |                   |  |
| Une liste citoyenne pour le 4ème                          |                    |                 | 577          | 5,86         |             |             |                    |                   |  |
|                                                           | Élie Hatem         | FN-RBM          | 512          | 5,20         |             |             |                    |                   |  |
| Paris capitale de la France, avec Wallerand de Saint Just |                    |                 | 512          | 5,20         |             |             |                    |                   |  |
|                                                           | David Fremiot      | Parti de gauche | 376          | 3,82         |             |             |                    |                   |  |
| Front de Gauche – À Paris, Place au Peuple !              |                    |                 | 376          | 3,82         |             |             |                    |                   |  |
|                                                           | Olivia Lewi        | LO              | 60           | 0,61         |             |             |                    |                   |  |
| Lutte Ouvrière - Faire entendre le camp des travailleurs  |                    |                 | 60           | 0,61         |             |             |                    |                   |  |
|                                                           |                    |                 |              |              |             |             |                    |                   |  |
| Inscrits                                                  | Inscrits           | Inscrits        | 17 271       | 100,00       | 17 276      | 100,00      |                    |                   |  |
| Abstentions                                               | Abstentions        | Abstentions     | 7 188        | 41,62        | 6 490       | 37,57       |                    |                   |  |
| Votants                                                   | Votants            | Votants         | 10 083       | 58,38        | 10 786      | 62,43       |                    |                   |  |
| Blancs et nuls                                            | Blancs et nuls     | Blancs et nuls  | 233          | 2,31         | 335         | 3,11        |                    |                   |  |
| Exprimés                                                  | Exprimés           | Exprimés        | 9 850        | 97,69        | 10 451      | 96,89       |                    |                   |  |
| * Liste du maire sortant                                  |                    |                 |              |              |             |             |                    |                   |  |

Maire d'arrondissement élu :

#### 5earrondissementde Paris
Maire sortant : Jean Tiberi (UMP)
10 sièges à pourvoir au conseil d'arrondissement
04 sièges à pourvoir au Conseil de Paris
| Tête de liste                                             | Tête de liste              | Liste           | Premier tour | Premier tour | Second tour | Second tour | Sièges             | Sièges            |
| Tête de liste                                             | Tête de liste              | Liste           | Voix         | %            | Voix        | %           | Conseil de secteur | Conseil municipal |
| --------------------------------------------------------- | -------------------------- | --------------- | ------------ | ------------ | ----------- | ----------- | ------------------ | ----------------- |
|                                                           | Florence Berthout          | UMP-UDI-MoDem   | 6 336        | 28,49        | 11 720      | 51,29       | 8                  | 3                 |
| Une énergie nouvelle pour le Ve                           |                            |                 | 6 336        | 28,49        | 11 720      | 51,29       | 8                  | 3                 |
|                                                           | Dominique Tiberi           | DVD             | 4 322        | 19,43        | 11 720      | 51,29       | 8                  | 3                 |
| Ensemble pour le 5ème                                     |                            |                 | 4 322        | 19,43        | 11 720      | 51,29       | 8                  | 3                 |
|                                                           | Marie-Christine Lemardeley | PS-PCF-PRG      | 7 550        | 33,94        | 11 127      | 48,70       | 2                  | 1                 |
| Anne Hidalgo Paris qui ose                                |                            |                 | 7 550        | 33,94        | 11 127      | 48,70       | 2                  | 1                 |
|                                                           | Laurent Audouin            | EÉLV            | 1 985        | 8,92         | 11 127      | 48,70       | 2                  | 1                 |
| Vivre Mieux à Paris avec Christophe Najdovski             |                            |                 | 1 985        | 8,92         | 11 127      | 48,70       | 2                  | 1                 |
|                                                           | Martine Masson-Chrétien    | Parti de gauche | 976          | 4,39         |             |             |                    |                   |
| Front de Gauche – À Paris, place au peuple !              |                            |                 | 976          | 4,39         |             |             |                    |                   |
|                                                           | Lucia Laporte              | FN-RBM          | 805          | 3,62         |             |             |                    |                   |
| Paris capitale de la France, avec Wallerand de Saint Just |                            |                 | 805          | 3,62         |             |             |                    |                   |
|                                                           | Gabrielle Frija            | LO              | 142          | 0,64         |             |             |                    |                   |
| Lutte ouvrière - Faire entendre le camp des travailleurs  |                            |                 | 142          | 0,64         |             |             |                    |                   |
|                                                           | Blandine Rossand           | AR              | 127          | 0,57         |             |             |                    |                   |
| Alliance royale, Cœur de Paris                            |                            |                 | 127          | 0,57         |             |             |                    |                   |
|                                                           |                            |                 |              |              |             |             |                    |                   |
| Inscrits                                                  | Inscrits                   | Inscrits        | 35 399       | 100,00       | 35 403      | 100,00      |                    |                   |
| Abstentions                                               | Abstentions                | Abstentions     | 12 680       | 35,82        | 11 851      | 33,47       |                    |                   |
| Votants                                                   | Votants                    | Votants         | 22 719       | 64,18        | 23 552      | 66,53       |                    |                   |
| Blancs et nuls                                            | Blancs et nuls             | Blancs et nuls  | 476          | 2,10         | 705         | 2,99        |                    |                   |
| Exprimés                                                  | Exprimés                   | Exprimés        | 22 243       | 97,90        | 22 847      | 97,01       |                    |                   |
| * Liste du maire sortant                                  |                            |                 |              |              |             |             |                    |                   |

Maire d'arrondissement élu :

#### 6earrondissementde Paris
Maire sortant : Jean-Pierre Lecoq (UMP)
10 sièges à pourvoir au conseil d'arrondissement
03 sièges à pourvoir au Conseil de Paris
Une liste ayant atteint la majorité absolue dès le premier tour, les sièges ont été pourvus à l'issue de ce premier tour.
|                                                                   | Jean-Pierre Lecoq*  | UMP             | 7 766  | 52,62  | 9 | 3 |  |  |
| Liste d'Union UMP-UDI-MODEM avec Nathalie Kosciusko-Morizet       |                     |                 | 7 766  | 52,62  | 9 | 3 |  |  |
|                                                                   | Romain Lévy         | PS-PRG          | 3 855  | 26,12  | 1 |   |  |  |
| Anne Hidalgo Paris qui ose                                        |                     |                 | 3 855  | 26,12  | 1 |   |  |  |
|                                                                   | Emmanuel Pierrat    | EÉLV            | 982    | 6,65   |   |   |  |  |
| Oh ! Les beaux jours, avec Christophe Najdovski                   |                     |                 | 982    | 6,65   |   |   |  |  |
|                                                                   | Paul-Marie Coûteaux | FN-RBM          | 708    | 4,80   |   |   |  |  |
| Paris capitale de la France avec Wallerand de Saint Just          |                     |                 | 708    | 4,80   |   |   |  |  |
|                                                                   | Geneviève Bertrand  | diss. UDI       | 537    | 3,64   |   |   |  |  |
| Pour le 6e avant tout                                             |                     |                 | 537    | 3,64   |   |   |  |  |
|                                                                   | Dominique Baud      | Paris libéré    | 496    | 3,36   |   |   |  |  |
| L'Alternative à droite pour regagner Paris avec Charles Beigbeder |                     |                 | 496    | 3,36   |   |   |  |  |
|                                                                   | Anaïs Goudmand      | Parti de gauche | 349    | 2,36   |   |   |  |  |
| Front de Gauche – À Paris, place au peuple !                      |                     |                 | 349    | 2,36   |   |   |  |  |
|                                                                   | Patrick Planque     | LO              | 66     | 0,45   |   |   |  |  |
| Lutte Ouvrière - Faire entendre le camp des travailleurs          |                     |                 | 66     | 0,45   |   |   |  |  |
|                                                                   |                     |                 |        |        |   |   |  |  |
| Inscrits                                                          | Inscrits            | Inscrits        | 25 602 | 100,00 |   |   |  |  |
| Abstentions                                                       | Abstentions         | Abstentions     | 10 548 | 41,20  |   |   |  |  |
| Votants                                                           | Votants             | Votants         | 15 054 | 58,80  |   |   |  |  |
| Blancs et nuls                                                    | Blancs et nuls      | Blancs et nuls  | 295    | 1,96   |   |   |  |  |
| Exprimés                                                          | Exprimés            | Exprimés        | 14 759 | 98,04  |   |   |  |  |
| * Liste du maire sortant                                          |                     |                 |        |        |   |   |  |  |

Maire d'arrondissement élu :

#### 7earrondissementde Paris
Maire sortant : Rachida Dati (UMP)
10 sièges à pourvoir au conseil d'arrondissement
04 sièges à pourvoir au Conseil de Paris
| Tête de liste                                               | Tête de liste                | Liste           | Premier tour | Premier tour | Second tour | Second tour | Sièges             | Sièges            |
| Tête de liste                                               | Tête de liste                | Liste           | Voix         | %            | Voix        | %           | Conseil de secteur | Conseil municipal |
| ----------------------------------------------------------- | ---------------------------- | --------------- | ------------ | ------------ | ----------- | ----------- | ------------------ | ----------------- |
|                                                             | Rachida Dati*                | UMP             | 7 345        | 41,01        | 9 785       | 55,46       | 8                  | 4                 |
| Liste d'Union UMP-UDI-MODEM avec Nathalie Kosciusko-Morizet |                              |                 | 7 345        | 41,01        | 9 785       | 55,46       | 8                  | 4                 |
|                                                             | Christian Le Roux,           | diss. UMP       | 3 190        | 17,81        | 4 287       | 24,30       | 1                  |                   |
| J'aime le 7e                                                |                              |                 | 3 190        | 17,81        | 4 287       | 24,30       | 1                  |                   |
|                                                             | Capucine Edou                | PS-PRG          | 3 031        | 16,92        | 3 569       | 20,23       | 1                  |                   |
| Anne Hidalgo Paris qui ose                                  |                              |                 | 3 031        | 16,92        | 3 569       | 20,23       | 1                  |                   |
|                                                             | Michel Dumont,               | diss. UMP       | 1 348        | 7,52         |             |             |                    |                   |
| Agir pour le 7e                                             |                              |                 | 1 348        | 7,52         |             |             |                    |                   |
|                                                             | Bernadette de La Bourdonnaye | FN-RBM          | 1 066        | 5,95         |             |             |                    |                   |
| Paris capitale de la France, avec Wallerand de Saint Just   |                              |                 | 1 066        | 5,95         |             |             |                    |                   |
|                                                             | Dalila Hamidi-Mahé           | DVD             | 651          | 3,63         |             |             |                    |                   |
| Paris s'éveille                                             |                              |                 | 651          | 3,63         |             |             |                    |                   |
|                                                             | Bernard Bourdeix             | EÉLV            | 546          | 3,04         |             |             |                    |                   |
| Vivre Mieux à Paris avec Christophe Najdovski               |                              |                 | 546          | 3,04         |             |             |                    |                   |
|                                                             | Emmanuel de Mandat-Grancey   | Paris libéré    | 535          | 2,98         |             |             |                    |                   |
| Paris Libéré avec Charles Beigbeder                         |                              |                 | 535          | 2,98         |             |             |                    |                   |
|                                                             | Bruno Percebois              | Parti de gauche | 198          | 1,10         |             |             |                    |                   |
| Front de Gauche – À Paris, place au peuple !                |                              |                 | 198          | 1,10         |             |             |                    |                   |
|                                                             |                              |                 |              |              |             |             |                    |                   |
| Inscrits                                                    | Inscrits                     | Inscrits        | 31 321       | 100,00       | 31 316      | 100,00      |                    |                   |
| Abstentions                                                 | Abstentions                  | Abstentions     | 13 126       | 41,91        | 13 305      | 42,49       |                    |                   |
| Votants                                                     | Votants                      | Votants         | 18 195       | 58,09        | 18 011      | 57,51       |                    |                   |
| Blancs et nuls                                              | Blancs et nuls               | Blancs et nuls  | 285          | 1,57         | 370         | 2,05        |                    |                   |
| Exprimés                                                    | Exprimés                     | Exprimés        | 17 910       | 98,43        | 17 641      | 97,95       |                    |                   |
| * Liste du maire sortant                                    |                              |                 |              |              |             |             |                    |                   |

Maire d'arrondissement élu :

#### 8earrondissementde Paris
Maire sortant : François Lebel (DVD)
10 sièges à pourvoir au conseil d'arrondissement
03 sièges à pourvoir au Conseil de Paris
08 listes de 13 candidats chacune
| Tête de liste                                               | Tête de liste       | Liste           | Premier tour | Premier tour | Second tour | Second tour | Sièges             | Sièges            |
| Tête de liste                                               | Tête de liste       | Liste           | Voix         | %            | Voix        | %           | Conseil de secteur | Conseil municipal |
| ----------------------------------------------------------- | ------------------- | --------------- | ------------ | ------------ | ----------- | ----------- | ------------------ | ----------------- |
|                                                             | Jeanne d'Hauteserre | UMP             | 5 884        | 46,61        | 6 875       | 56,44       | 8                  | 3                 |
| Liste d'Union UMP-UDI-MODEM avec Nathalie Kosciusko-Morizet |                     |                 | 5 884        | 46,61        | 6 875       | 56,44       | 8                  | 3                 |
|                                                             | Charles Beigbeder   | Paris libéré    | 2 432        | 19,26        | 2 948       | 24,20       | 1                  |                   |
| Libérez le 8e !                                             |                     |                 | 2 432        | 19,26        | 2 948       | 24,20       | 1                  |                   |
|                                                             | Corine Barlis       | PS-PRG          | 1 944        | 15,40        | 2 358       | 19,35       | 1                  |                   |
| Anne Hidalgo Paris Qui Ose                                  |                     |                 | 1 944        | 15,40        | 2 358       | 19,35       | 1                  |                   |
|                                                             | Didier Decelle,     | diss. UMP       | 652          | 5,16         |             |             |                    |                   |
| Rendre la vie à la ville dans le 8ème                       |                     |                 | 652          | 5,16         |             |             |                    |                   |
|                                                             | Jean Mairey         | FN-RBM          | 602          | 4,76         |             |             |                    |                   |
| Paris capitale de la France avec Wallerand de Saint Just    |                     |                 | 602          | 4,76         |             |             |                    |                   |
|                                                             | Line Stambouli      | SE              | 488          | 3,86         |             |             |                    |                   |
| Union Parisienne                                            |                     |                 | 488          | 3,86         |             |             |                    |                   |
|                                                             | Claire Carré        | EÉLV            | 442          | 3,50         |             |             |                    |                   |
| Vivre mieux à Paris avec Christophe Najdovski               |                     |                 | 442          | 3,50         |             |             |                    |                   |
|                                                             | Patrick Comoy       | Parti de gauche | 178          | 1,41         |             |             |                    |                   |
| Front de Gauche – À Paris, Place au peuple !                |                     |                 | 178          | 1,41         |             |             |                    |                   |
|                                                             |                     |                 |              |              |             |             |                    |                   |
| Inscrits                                                    | Inscrits            | Inscrits        | 23 038       | 100,00       | 23 033      | 100,00      |                    |                   |
| Abstentions                                                 | Abstentions         | Abstentions     | 10 191       | 44,24        | 10 555      | 45,83       |                    |                   |
| Votants                                                     | Votants             | Votants         | 12 847       | 55,76        | 12 478      | 54,17       |                    |                   |
| Blancs et nuls                                              | Blancs et nuls      | Blancs et nuls  | 225          | 1,75         | 297         | 2,38        |                    |                   |
| Exprimés                                                    | Exprimés            | Exprimés        | 12 622       | 98,25        | 12 181      | 97,62       |                    |                   |
| * Liste du maire sortant                                    |                     |                 |              |              |             |             |                    |                   |

Maire d'arrondissement élu :

#### 9earrondissementde Paris
Maire sortant : Jacques Bravo (PS) qui ne se représente pas.
10 sièges à pourvoir au conseil d'arrondissement
04 sièges à pourvoir au Conseil de Paris
07 listes de 14 candidats chacune
| Numéro et tête de liste                                     | Numéro et tête de liste | Étiquette       | Premier tour | Premier tour | Second tour | Second tour | Sièges             | Sièges            |
| Numéro et tête de liste                                     | Numéro et tête de liste | Étiquette       | Voix         | %            | Voix        | %           | Conseil de secteur | Conseil municipal |
| ----------------------------------------------------------- | ----------------------- | --------------- | ------------ | ------------ | ----------- | ----------- | ------------------ | ----------------- |
|                                                             | Delphine Bürkli         | UMP             | 8 181        | 39,42        | 11 077      | 50,36       | 8                  | 3                 |
| Liste d'Union UMP-UDI-MODEM avec Nathalie Kosciusko-Morizet |                         |                 | 8 181        | 39,42        | 11 077      | 50,36       | 8                  | 3                 |
|                                                             | Pauline Véron           | PS-PRG          | 8 125        | 39,15        | 10 918      | 49,63       | 2                  | 1                 |
| Anne Hidalgo Paris Qui Ose                                  |                         |                 | 8 125        | 39,15        | 10 918      | 49,63       | 2                  | 1                 |
|                                                             | Jonathan Sorel          | EÉLV            | 1 663        | 8,01         |             |             |                    |                   |
| Vivre mieux à Paris avec Christophe Najdovski               |                         |                 | 1 663        | 8,01         |             |             |                    |                   |
|                                                             | Annie Thierry           | FN-RBM          | 1 010        | 4,86         |             |             |                    |                   |
| Paris capitale de la France avec Wallerand de Saint Just    |                         |                 | 1 010        | 4,86         |             |             |                    |                   |
|                                                             | Sandra Fellous          | Paris libéré    | 880          | 4,24         |             |             |                    |                   |
| Paris Libéré avec Charles Beigbeder                         |                         |                 | 880          | 4,24         |             |             |                    |                   |
|                                                             | Benoît Schneckenburger  | Parti de gauche | 772          | 3,72         |             |             |                    |                   |
| Front de Gauche – À Paris, Place au peuple !                |                         |                 | 772          | 3,72         |             |             |                    |                   |
|                                                             | Charline Joliveau       | LO              | 120          | 0,57         |             |             |                    |                   |
| Lutte Ouvrière - Faire entendre le camp des Travailleurs    |                         |                 | 120          | 0,57         |             |             |                    |                   |
|                                                             |                         |                 |              |              |             |             |                    |                   |
| Inscrits                                                    | Inscrits                | Inscrits        | 35 854       | 100,00       | 35 838      | 100,00      |                    |                   |
| Abstentions                                                 | Abstentions             | Abstentions     | 14 651       | 40,86        | 13 271      | 37,03       |                    |                   |
| Votants                                                     | Votants                 | Votants         | 21 203       | 59,14        | 22 567      | 62,97       |                    |                   |
| Blancs et nuls                                              | Blancs et nuls          | Blancs et nuls  | 452          | 2,13         | 572         | 2,53        |                    |                   |
| Exprimés                                                    | Exprimés                | Exprimés        | 20 751       | 97,87        | 21 995      | 97,47       |                    |                   |
| * Liste du maire sortant                                    |                         |                 |              |              |             |             |                    |                   |

Maire d'arrondissement élu :

#### 10earrondissementde Paris
Maire sortant : Rémi Féraud (PS)
14 sièges à pourvoir au conseil d'arrondissement
07 sièges à pourvoir au Conseil de Paris
| Tête de liste                                               | Tête de liste      | Liste           | Premier tour | Premier tour | Second tour | Second tour | Sièges             | Sièges            |
| Tête de liste                                               | Tête de liste      | Liste           | Voix         | %            | Voix        | %           | Conseil de secteur | Conseil municipal |
| ----------------------------------------------------------- | ------------------ | --------------- | ------------ | ------------ | ----------- | ----------- | ------------------ | ----------------- |
|                                                             | Rémi Féraud*       | PS-PRG-PCF      | 11 973       | 44,36        | 17 898      | 66,04       | 12                 | 6                 |
| Anne Hidalgo Paris qui ose                                  |                    |                 | 11 973       | 44,36        | 17 898      | 66,04       | 12                 | 6                 |
|                                                             | Anne Souyris       | EÉLV            | 3 102        | 11,49        | 17 898      | 66,04       | 12                 | 6                 |
| Vivre Mieux à Paris                                         |                    |                 | 3 102        | 11,49        | 17 898      | 66,04       | 12                 | 6                 |
|                                                             | Déborah Pawlik     | UMP-UDI-MoDem   | 5 798        | 21,48        | 9 203       | 33,95       | 2                  | 1                 |
| Liste d'Union UMP-UDI-MODEM avec Nathalie Kosciusko-Morizet |                    |                 | 5 798        | 21,48        | 9 203       | 33,95       | 2                  | 1                 |
|                                                             | Guillaume Etievant | Parti de gauche | 1 730        | 6,41         |             |             |                    |                   |
| Front de Gauche – À Paris, place au peuple !                |                    |                 | 1 730        | 6,41         |             |             |                    |                   |
|                                                             | Luc Le Garsmeur    | FN-RBM          | 1 460        | 5,41         |             |             |                    |                   |
| Paris capitale de la France, avec Wallerand de Saint Just   |                    |                 | 1 460        | 5,41         |             |             |                    |                   |
|                                                             | Serge Federbusch   | Paris libéré    | 1 308        | 4,85         |             |             |                    |                   |
| Le 10e peut changer !                                       |                    |                 | 1 308        | 4,85         |             |             |                    |                   |
|                                                             | Antoine Bevort     | Parti pirate    | 903          | 3,35         |             |             |                    |                   |
| Les pirates du dixième arrondissement de Paris              |                    |                 | 903          | 3,35         |             |             |                    |                   |
|                                                             | Gaspard Delanoë    | PFT             | 256          | 0,95         |             |             |                    |                   |
| Un autre Delanoë est possible                               |                    |                 | 256          | 0,95         |             |             |                    |                   |
|                                                             | Didier Tanguy      | LO              | 164          | 0,61         |             |             |                    |                   |
| Lutte ouvrière faire entendre le camp des travailleurs      |                    |                 | 164          | 0,61         |             |             |                    |                   |
|                                                             |                    |                 |              |              |             |             |                    |                   |
| Inscrits                                                    | Inscrits           | Inscrits        | 50 450       | 100,00       | 50 448      | 100,00      |                    |                   |
| Abstentions                                                 | Abstentions        | Abstentions     | 22 737       | 45,07        | 22 175      | 43,96       |                    |                   |
| Votants                                                     | Votants            | Votants         | 27 713       | 54,93        | 28 273      | 56,04       |                    |                   |
| Blancs et nuls                                              | Blancs et nuls     | Blancs et nuls  | 720          | 2,60         | 1 172       | 4,15        |                    |                   |
| Exprimés                                                    | Exprimés           | Exprimés        | 26 993       | 97,40        | 27 101      | 95,85       |                    |                   |
| * Liste du maire sortant                                    |                    |                 |              |              |             |             |                    |                   |

Maire d'arrondissement élu :

#### 11earrondissementde Paris
Maire sortant : Patrick Bloche (PS)
22 sièges à pourvoir au conseil d'arrondissement
11 sièges à pourvoir au Conseil de Paris
08 listes de 33 candidats chacune
| Numéro et tête de liste                                     | Numéro et tête de liste | Étiquette de liste | Premier tour | Premier tour | Second tour | Second tour | Sièges             | Sièges            |
| Numéro et tête de liste                                     | Numéro et tête de liste | Étiquette de liste | Voix         | %            | Voix        | %           | Conseil de secteur | Conseil municipal |
| ----------------------------------------------------------- | ----------------------- | ------------------ | ------------ | ------------ | ----------- | ----------- | ------------------ | ----------------- |
|                                                             | François Vauglin,       | PS-PRG             | 20 524       | 44,75        | 29 915      | 64,37       | 18                 | 9                 |
| Anne Hidalgo Paris qui ose                                  |                         |                    | 20 524       | 44,75        | 29 915      | 64,37       | 18                 | 9                 |
|                                                             | Joëlle Morel            | EÉLV               | 5 301        | 11,55        | 29 915      | 64,37       | 18                 | 9                 |
| Vivre mieux à Paris avec Christophe Najdovski               |                         |                    | 5 301        | 11,55        | 29 915      | 64,37       | 18                 | 9                 |
|                                                             | Christian Saint-Étienne | UDI                | 12 304       | 26,82        | 16 554      | 35,62       | 4                  | 2                 |
| Liste d'Union UMP-UDI-MODEM avec Nathalie Kosciusko-Morizet |                         |                    | 12 304       | 26,82        | 16 554      | 35,62       | 4                  | 2                 |
|                                                             | Hélène Franco           | Parti de gauche    | 2 879        | 6,27         |             |             |                    |                   |
| Front de Gauche – À Paris, place au peuple !                |                         |                    | 2 879        | 6,27         |             |             |                    |                   |
|                                                             | Gaëtan Dussausaye       | FN-RBM             | 2 512        | 5,47         |             |             |                    |                   |
| Paris capitale de la France, avec Wallerand de Saint Just   |                         |                    | 2 512        | 5,47         |             |             |                    |                   |
|                                                             | Jean-Marie Barrault,    | MRC                | 1 442        | 3,14         |             |             |                    |                   |
| Rassemblement républicain pour le 11e                       |                         |                    | 1 442        | 3,14         |             |             |                    |                   |
|                                                             | Stéphane Rey            | NPA                | 608          | 1,32         |             |             |                    |                   |
| Paris anticapitaliste                                       |                         |                    | 608          | 1,32         |             |             |                    |                   |
|                                                             | Anne Ducamp             | LO                 | 291          | 0,63         |             |             |                    |                   |
| Lutte ouvrière faire entendre le camp des travailleurs      |                         |                    | 291          | 0,63         |             |             |                    |                   |
|                                                             |                         |                    |              |              |             |             |                    |                   |
| Inscrits                                                    | Inscrits                | Inscrits           | 83 155       | 100,00       | 83 091      | 100,00      |                    |                   |
| Abstentions                                                 | Abstentions             | Abstentions        | 36 018       | 43,31        | 34 702      | 41,76       |                    |                   |
| Votants                                                     | Votants                 | Votants            | 47 137       | 56,69        | 48 389      | 58,24       |                    |                   |
| Blancs et nuls                                              | Blancs et nuls          | Blancs et nuls     | 1 276        | 1,53         | 1 920       | 2,31        |                    |                   |
| Exprimés                                                    | Exprimés                | Exprimés           | 45 861       | 55,15        | 46 469      | 55,93       |                    |                   |
| * Liste du maire sortant                                    |                         |                    |              |              |             |             |                    |                   |

Maire d'arrondissement élu :

#### 12earrondissementde Paris
Maire sortant : Michèle Blumenthal (PS)
20 sièges à pourvoir au conseil d'arrondissement
10 sièges à pourvoir au Conseil de Paris
| Tête de liste                                               | Tête de liste           | Liste           | Premier tour | Premier tour | Second tour | Second tour | Sièges             | Sièges            |
| Tête de liste                                               | Tête de liste           | Liste           | Voix         | %            | Voix        | %           | Conseil de secteur | Conseil municipal |
| ----------------------------------------------------------- | ----------------------- | --------------- | ------------ | ------------ | ----------- | ----------- | ------------------ | ----------------- |
|                                                             | Catherine Baratti-Elbaz | PS-PRG          | 18 585       | 37,39        | 27 577      | 53,04       | 15                 | 8                 |
| Anne Hidalgo Paris qui ose                                  |                         |                 | 18 585       | 37,39        | 27 577      | 53,04       | 15                 | 8                 |
|                                                             | Christophe Najdovski    | EÉLV            | 5 001        | 10,06        | 27 577      | 53,04       | 15                 | 8                 |
| Vivre Mieux À Paris                                         |                         |                 | 5 001        | 10,06        | 27 577      | 53,04       | 15                 | 8                 |
|                                                             | Valérie Montandon       | UMP             | 16 569       | 33,34        | 24 415      | 46,95       | 5                  | 2                 |
| Liste d'Union UMP-UDI-MODEM avec Nathalie Kosciusko-Morizet |                         |                 | 16 569       | 33,34        | 24 415      | 46,95       | 5                  | 2                 |
|                                                             | Christian Vauge         | FN-RBM          | 3 362        | 6,76         |             |             |                    |                   |
| Paris capitale de la France, avec Wallerand de Saint Just   |                         |                 | 3 362        | 6,76         |             |             |                    |                   |
|                                                             | Benoît Pernin           | Nous Citoyens   | 2 794        | 5,62         |             |             |                    |                   |
| Union pour agir                                             |                         |                 | 2 794        | 5,62         |             |             |                    |                   |
|                                                             | Alexis Corbière         | Parti de gauche | 2 678        | 5,38         |             |             |                    |                   |
| Front de Gauche – À Paris, place au peuple !                |                         |                 | 2 678        | 5,38         |             |             |                    |                   |
|                                                             | Yves Roux               | NPA             | 430          | 0,86         |             |             |                    |                   |
| Paris anticapitaliste                                       |                         |                 | 430          | 0,86         |             |             |                    |                   |
|                                                             | Georges Millot          | LO              | 276          | 0,55         |             |             |                    |                   |
| Lutte ouvrière faire entendre le camp des travailleurs      |                         |                 | 276          | 0,55         |             |             |                    |                   |
|                                                             |                         |                 |              |              |             |             |                    |                   |
| Inscrits                                                    | Inscrits                | Inscrits        | 86 758       | 100,00       | 86 786      | 100,00      |                    |                   |
| Abstentions                                                 | Abstentions             | Abstentions     | 35 800       | 41,26        | 32 895      | 37,90       |                    |                   |
| Votants                                                     | Votants                 | Votants         | 50 958       | 58,74        | 53 891      | 62,10       |                    |                   |
| Blancs et nuls                                              | Blancs et nuls          | Blancs et nuls  | 1 263        | 1,46         | 1 899       | 2,19        |                    |                   |
| Exprimés                                                    | Exprimés                | Exprimés        | 49 695       | 57,28        | 51 992      | 59,91       |                    |                   |
| * Liste du maire sortant                                    |                         |                 |              |              |             |             |                    |                   |

Maire d'arrondissement élu :

#### 13earrondissementde Paris
Maire sortant : Jérôme Coumet (PS)
26 sièges à pourvoir au conseil d'arrondissement
13 sièges à pourvoir au Conseil de Paris
| Tête de liste                                               | Tête de liste        | Liste           | Premier tour | Premier tour | Second tour | Second tour | Sièges             | Sièges            |
| Tête de liste                                               | Tête de liste        | Liste           | Voix         | %            | Voix        | %           | Conseil de secteur | Conseil municipal |
| ----------------------------------------------------------- | -------------------- | --------------- | ------------ | ------------ | ----------- | ----------- | ------------------ | ----------------- |
|                                                             | Jérôme Coumet*       | PS-PCF-PRG      | 25 193       | 44,46        | 35 859      | 62,42       | 21                 | 11                |
| Anne Hidalgo Paris qui ose                                  |                      |                 | 25 193       | 44,46        | 35 859      | 62,42       | 21                 | 11                |
|                                                             | Yves Contassot       | EÉLV            | 5 567        | 9,82         | 35 859      | 62,42       | 21                 | 11                |
| Vivre mieux à Paris                                         |                      |                 | 5 567        | 9,82         | 35 859      | 62,42       | 21                 | 11                |
|                                                             | Édith Gallois,       | UDI-UMP-MoDem   | 14 157       | 24,98        | 21 588      | 37,57       | 5                  | 2                 |
| Liste d'Union UMP-UDI-MODEM avec Nathalie Kosciusko-Morizet |                      |                 | 14 157       | 24,98        | 21 588      | 37,57       | 5                  | 2                 |
|                                                             | Amélie de La Rochère | FN-RBM          | 4 229        | 7,46         |             |             |                    |                   |
| Paris Capitale de la France avec Wallerand de Saint-Just    |                      |                 | 4 229        | 7,46         |             |             |                    |                   |
|                                                             | Jean-Claude Coqueret | Parti de gauche | 3 326        | 5,87         |             |             |                    |                   |
| Front de Gauche – À Paris, place au peuple !                |                      |                 | 3 326        | 5,87         |             |             |                    |                   |
|                                                             | Benoît Meyruey       | Très Unis       | 1 416        | 2,50         |             |             |                    |                   |
| Liste locale, citoyenne et indépendante du 13e              |                      |                 | 1 416        | 2,50         |             |             |                    |                   |
|                                                             | Aurane Reihanian     | Paris libéré    | 984          | 1,74         |             |             |                    |                   |
| Paris Libéré avec Charles Beigbeder                         |                      |                 | 984          | 1,74         |             |             |                    |                   |
|                                                             | Guillaume Biojout    | NPA             | 756          | 1,33         |             |             |                    |                   |
| Paris Anticapitaliste                                       |                      |                 | 756          | 1,33         |             |             |                    |                   |
|                                                             | Éric Martin,         | MRC-MUP         | 600          | 1,06         |             |             |                    |                   |
| L'alternative républicaine, à gauche                        |                      |                 | 600          | 1,06         |             |             |                    |                   |
|                                                             | Claudette Balleydier | LO              | 442          | 0,78         |             |             |                    |                   |
| Lutte Ouvrière faire entendre le camp des travailleurs      |                      |                 | 442          | 0,78         |             |             |                    |                   |
|                                                             |                      |                 |              |              |             |             |                    |                   |
| Inscrits                                                    | Inscrits             | Inscrits        | 104 700      | 100,00       | 104 742     | 100,00      |                    |                   |
| Abstentions                                                 | Abstentions          | Abstentions     | 46 303       | 44,22        | 44 584      | 42,57       |                    |                   |
| Votants                                                     | Votants              | Votants         | 58 397       | 55,78        | 60 158      | 57,43       |                    |                   |
| Blancs et nuls                                              | Blancs et nuls       | Blancs et nuls  | 1 727        | 1,65         | 2 711       | 2,59        |                    |                   |
| Exprimés                                                    | Exprimés             | Exprimés        | 56 670       | 54,13        | 57 447      | 54,85       |                    |                   |
| * Liste du maire sortant                                    |                      |                 |              |              |             |             |                    |                   |

Maire d'arrondissement élu :

#### 14earrondissementde Paris
Maire sortant : Pascal Cherki (PS)
20 sièges à pourvoir au conseil d'arrondissement
10 sièges à pourvoir au Conseil de Paris
| Tête de liste                                               | Tête de liste              | Liste               | Premier tour | Premier tour | Second tour | Second tour | Sièges             | Sièges            |
| Tête de liste                                               | Tête de liste              | Liste               | Voix         | %            | Voix        | %           | Conseil de secteur | Conseil municipal |
| ----------------------------------------------------------- | -------------------------- | ------------------- | ------------ | ------------ | ----------- | ----------- | ------------------ | ----------------- |
|                                                             | Carine Petit*              | PS-PRG              | 17 990       | 37,89        | 26 575      | 53,08       | 15                 | 8                 |
| Anne Hidalgo Paris qui ose                                  |                            |                     | 17 990       | 37,89        | 26 575      | 53,08       | 15                 | 8                 |
|                                                             | Célia Blauel               | EÉLV                | 4 168        | 8,77         | 26 575      | 53,08       | 15                 | 8                 |
| Vivre mieux dans le 14e, avec Christophe Najdovski          |                            |                     | 4 168        | 8,77         | 26 575      | 53,08       | 15                 | 8                 |
|                                                             | Nathalie Kosciusko-Morizet | UMP                 | 15 717       | 33,10        | 23 482      | 46,91       | 5                  | 2                 |
| Liste d'Union UMP-UDI-MODEM avec Nathalie Kosciusko-Morizet |                            |                     | 15 717       | 33,10        | 23 482      | 46,91       | 5                  | 2                 |
|                                                             | Marie-Claire Carrère-Gée   | Paris libéré        | 2 726        | 5,74         | 23 482      | 46,91       | 5                  | 2                 |
| 100 % 14e                                                   |                            |                     | 2 726        | 5,74         | 23 482      | 46,91       | 5                  | 2                 |
|                                                             | Tiphaine Leost             | FN-RBM              | 2 727        | 5,74         |             |             |                    |                   |
| Paris Capitale de la France avec Wallerand de Saint-Just    |                            |                     | 2 727        | 5,74         |             |             |                    |                   |
|                                                             | Leïla Chaibi               | Parti de gauche-MRC | 2 489        | 5,24         |             |             |                    |                   |
| Front de Gauche – À Paris, Place au peuple !                |                            |                     | 2 489        | 5,24         |             |             |                    |                   |
|                                                             | Nicolas Mansier            | SE                  | 1 346        | 2,83         |             |             |                    |                   |
| Ensemble pour le 14ème                                      |                            |                     | 1 346        | 2,83         |             |             |                    |                   |
|                                                             | Laurent Vinciguerra        | LO                  | 314          | 0,66         |             |             |                    |                   |
| Lutte Ouvrière Faire entendre le camp des travailleurs      |                            |                     | 314          | 0,66         |             |             |                    |                   |
|                                                             |                            |                     |              |              |             |             |                    |                   |
| Inscrits                                                    | Inscrits                   | Inscrits            | 79 703       | 100,00       | 80 042      | 100,00      |                    |                   |
| Abstentions                                                 | Abstentions                | Abstentions         | 31 160       | 39,10        | 28 271      | 35,32       |                    |                   |
| Votants                                                     | Votants                    | Votants             | 48 543       | 60,90        | 51 771      | 64,68       |                    |                   |
| Blancs et nuls                                              | Blancs et nuls             | Blancs et nuls      | 1 066        | 1,34         | 1 714       | 2,14        |                    |                   |
| Exprimés                                                    | Exprimés                   | Exprimés            | 47 477       | 59,57        | 50 057      | 62,54       |                    |                   |
| * Liste du maire sortant                                    |                            |                     |              |              |             |             |                    |                   |

Maire d'arrondissement élu :

#### 15earrondissementde Paris
Maire sortant : Philippe Goujon (UMP)
36 sièges à pourvoir au conseil d'arrondissement
18 sièges à pourvoir au Conseil de Paris
| Tête de liste                                               | Tête de liste             | Liste           | Premier tour | Premier tour | Second tour | Second tour | Sièges             | Sièges            |
| Tête de liste                                               | Tête de liste             | Liste           | Voix         | %            | Voix        | %           | Conseil de secteur | Conseil municipal |
| ----------------------------------------------------------- | ------------------------- | --------------- | ------------ | ------------ | ----------- | ----------- | ------------------ | ----------------- |
|                                                             | Philippe Goujon*          | UMP             | 38 943       | 48,56        | 51 154      | 63,37       | 30                 | 15                |
| Liste d'Union UMP-UDI-MODEM avec Nathalie Kosciusko-Morizet |                           |                 | 38 943       | 48,56        | 51 154      | 63,37       | 30                 | 15                |
|                                                             | Anne Hidalgo              | PS-PRG          | 23 336       | 29,10        | 29 563      | 36,62       | 6                  | 3                 |
| Anne Hidalgo Paris qui ose                                  |                           |                 | 23 336       | 29,10        | 29 563      | 36,62       | 6                  | 3                 |
|                                                             | Wallerand de Saint-Just   | FN-RBM          | 5 060        | 6,30         |             |             |                    |                   |
| Paris capitale de la France, avec Wallerand de Saint Just   |                           |                 | 5 060        | 6,30         |             |             |                    |                   |
|                                                             | Géraldine Poirault-Gauvin | Paris libéré    | 3 728        | 4,64         |             |             |                    |                   |
| Paris libéré avec Charles Beigbeder                         |                           |                 | 3 728        | 4,64         |             |             |                    |                   |
|                                                             | Jean-Luc Dumesnil         | EÉLV            | 3 582        | 4,46         |             |             |                    |                   |
| Vivre mieux à Paris avec Christophe Najdovski               |                           |                 | 3 582        | 4,46         |             |             |                    |                   |
|                                                             | Bertrand Vialle           | Nous Citoyens   | 2 187        | 2,72         |             |             |                    |                   |
| Paris 15, c'est nous !                                      |                           |                 | 2 187        | 2,72         |             |             |                    |                   |
|                                                             | Françoise Giboteau        | Parti de gauche | 2 150        | 2,68         |             |             |                    |                   |
| Front de Gauche – À Paris, place au peuple !                |                           |                 | 2 150        | 2,68         |             |             |                    |                   |
|                                                             | Julien Rippert            | SE              | 1 205        | 1,50         |             |             |                    |                   |
| Notre 15e                                                   |                           |                 | 1 205        | 1,50         |             |             |                    |                   |
|                                                             |                           |                 |              |              |             |             |                    |                   |
| Inscrits                                                    | Inscrits                  | Inscrits        | 135 311      | 100,00       | 135 317     | 100,00      |                    |                   |
| Abstentions                                                 | Abstentions               | Abstentions     | 53 405       | 39,47        | 52 109      | 38,51       |                    |                   |
| Votants                                                     | Votants                   | Votants         | 81 906       | 60,53        | 83 208      | 61,49       |                    |                   |
| Blancs et nuls                                              | Blancs et nuls            | Blancs et nuls  | 1 715        | 1,27         | 2 491       | 1,84        |                    |                   |
| Exprimés                                                    | Exprimés                  | Exprimés        | 80 191       | 59,26        | 80 717      | 59,65       |                    |                   |
| * Liste du maire sortant                                    |                           |                 |              |              |             |             |                    |                   |

Maire d'arrondissement élu :

#### 16earrondissementde Paris
Maire sortant : Claude Goasguen (UMP)
26 sièges à pourvoir au conseil d'arrondissement
13 sièges à pourvoir au Conseil de Paris
Une liste ayant atteint la majorité absolue dès le premier tour, les sièges ont été pourvus à l'issue de ce premier tour.
|                                                             | Claude Goasguen* | UMP             | 30 100 | 63,04  | 23 | 12 |
| Liste d'union UMP-UDI-MODEM avec Nathalie Kosciusko-Morizet |                  |                 | 30 100 | 63,04  | 23 | 12 |
|                                                             | Thomas Lauret    | PS-PRG          | 6 197  | 12,98  | 2  | 1  |
| Anne Hidalgo Paris qui ose                                  |                  |                 | 6 197  | 12,98  | 2  | 1  |
|                                                             | David Alphand    | Paris libéré    | 4 445  | 9,31   | 1  |    |
| Ensemble choisissons le 16ème                               |                  |                 | 4 445  | 9,31   | 1  |    |
|                                                             | Gérard David     | FN-RBM          | 2 865  | 6,00   |    |    |
| Paris capitale de la France avec Wallerand de Saint Just    |                  |                 | 2 865  | 6,00   |    |    |
|                                                             | Valérie Sachs,   | SE              | 2 534  | 5,30   |    |    |
| Nous Citoyens                                               |                  |                 | 2 534  | 5,30   |    |    |
|                                                             | Pascale Ourbih   | EÉLV            | 1 103  | 2,31   |    |    |
| Vivre mieux à Paris avec Christophe Najdovski               |                  |                 | 1 103  | 2,31   |    |    |
|                                                             | Lucas Gomez      | Parti de gauche | 497    | 1,04   |    |    |
| Front de Gauche – À Paris, place au peuple !                |                  |                 | 497    | 1,04   |    |    |
|                                                             |                  |                 |        |        |    |    |
| Inscrits                                                    | Inscrits         | Inscrits        | 91 489 | 100,00 |    |    |
| Abstentions                                                 | Abstentions      | Abstentions     | 42 925 | 46,92  |    |    |
| Votants                                                     | Votants          | Votants         | 48 564 | 53,08  |    |    |
| Blancs et nuls                                              | Blancs et nuls   | Blancs et nuls  | 823    | 0,90   |    |    |
| Exprimés                                                    | Exprimés         | Exprimés        | 47 741 | 52,18  |    |    |
| * Liste du maire sortant                                    |                  |                 |        |        |    |    |

Maire d'arrondissement élu :

#### 17earrondissementde Paris
Maire sortant : Brigitte Kuster (UMP)
24 sièges à pourvoir au conseil d'arrondissement
12 sièges à pourvoir au Conseil de Paris
Une liste ayant atteint la majorité absolue dès le premier tour, les sièges ont été pourvus à l'issue de ce premier tour.
|                                                             | Brigitte Kuster*  | UMP                               | 26 836 | 53,53  | 20 | 10 |
| Liste d'Union UMP-UDI-MODEM avec Nathalie Kosciusko-Morizet |                   |                                   | 26 836 | 53,53  | 20 | 10 |
|                                                             | Annick Lepetit    | PS-PRG                            | 12 727 | 25,38  | 3  | 2  |
| Anne HIDALGO Paris qui ose                                  |                   |                                   | 12 727 | 25,38  | 3  | 2  |
|                                                             | Pauline Delpech   | EÉLV                              | 3 302  | 6,58   | 1  |    |
| Vivre Mieux à Paris avec Christophe Najdovski               |                   |                                   | 3 302  | 6,58   | 1  |    |
|                                                             | Patrick Auzou     | FN-RBM                            | 3 234  | 6,45   |    |    |
| Paris capitale de la France, avec Wallerand de Saint Just   |                   |                                   | 3 234  | 6,45   |    |    |
|                                                             | Thomas Rebaud     | Paris libéré                      | 2 221  | 4,43   |    |    |
| Pour un 17e actif avec Charles Beigbeder                    |                   |                                   | 2 221  | 4,43   |    |    |
|                                                             | Xavier Duchaussoy | Front de gauche - Parti de gauche | 1 544  | 3,08   |    |    |
| Front de Gauche – À Paris, place au peuple !                |                   |                                   | 1 544  | 3,08   |    |    |
|                                                             | Annick Marty      | LO                                | 264    | 0,52   |    |    |
| Lutte ouvrière faire entendre le camp des travailleurs      |                   |                                   | 264    | 0,52   |    |    |
|                                                             |                   |                                   |        |        |    |    |
| Inscrits                                                    | Inscrits          | Inscrits                          | 92 518 | 100,00 |    |    |
| Abstentions                                                 | Abstentions       | Abstentions                       | 41 201 | 44,53  |    |    |
| Votants                                                     | Votants           | Votants                           | 51 317 | 55,47  |    |    |
| Blancs et nuls                                              | Blancs et nuls    | Blancs et nuls                    | 1 189  | 1,29   |    |    |
| Exprimés                                                    | Exprimés          | Exprimés                          | 50 128 | 54,18  |    |    |
| * Liste du maire sortant                                    |                   |                                   |        |        |    |    |

Maire d'arrondissement élu : 

#### 18earrondissementde Paris
Maire sortant : Daniel Vaillant (PS)
30 sièges à pourvoir au conseil d'arrondissement
15 sièges à pourvoir au Conseil de Paris
| Tête de liste                                               | Tête de liste         | Liste           | Premier tour | Premier tour | Second tour | Second tour | Sièges             | Sièges            |
| Tête de liste                                               | Tête de liste         | Liste           | Voix         | %            | Voix        | %           | Conseil de secteur | Conseil municipal |
| ----------------------------------------------------------- | --------------------- | --------------- | ------------ | ------------ | ----------- | ----------- | ------------------ | ----------------- |
|                                                             | Éric Lejoindre        | PS-PRG          | 20 338       | 39,85        | 32 387      | 62,42       | 24                 | 12                |
| Anne Hidalgo Paris qui ose                                  |                       |                 | 20 338       | 39,85        | 32 387      | 62,42       | 24                 | 12                |
|                                                             | Pascal Julien         | EÉLV            | 6 457        | 12,65        | 32 387      | 62,42       | 24                 | 12                |
| Vivre mieux à Paris avec Christophe Najdovski               |                       |                 | 6 457        | 12,65        | 32 387      | 62,42       | 24                 | 12                |
|                                                             | Pierre-Yves Bournazel | UMP             | 12 879       | 25,23        | 19 494      | 37,57       | 6                  | 3                 |
| Liste d'Union UMP-UDI-MODEM avec Nathalie Kosciusko-Morizet |                       |                 | 12 879       | 25,23        | 19 494      | 37,57       | 6                  | 3                 |
|                                                             | Danièle Atala         | Parti de gauche | 3 668        | 7,18         |             |             |                    |                   |
| Front de Gauche – À Paris, place au peuple !                |                       |                 | 3 668        | 7,18         |             |             |                    |                   |
|                                                             | Philippe Martel       | FN-RBM          | 3 460        | 6,78         |             |             |                    |                   |
| Paris capitale de la France, avec Wallerand de Saint Just   |                       |                 | 3 460        | 6,78         |             |             |                    |                   |
|                                                             | Roxane Decorte        | diss. UMP       | 1 850        | 3,62         |             |             |                    |                   |
| le 18e au cœur                                              |                       |                 | 1 850        | 3,62         |             |             |                    |                   |
|                                                             | Claude Sauton         | SE              | 947          | 1,85         |             |             |                    |                   |
| Pari citoyen pour Paris 18                                  |                       |                 | 947          | 1,85         |             |             |                    |                   |
|                                                             | David Pierre-Bloch    | SE              | 842          | 1,65         |             |             |                    |                   |
| Le 18e Evidemment                                           |                       |                 | 842          | 1,65         |             |             |                    |                   |
|                                                             | Danièle Hanryon       | LO              | 588          | 1,15         |             |             |                    |                   |
| Lutte ouvrière faire entendre le camp des travailleurs      |                       |                 | 588          | 1,15         |             |             |                    |                   |
|                                                             |                       |                 |              |              |             |             |                    |                   |
| Inscrits                                                    | Inscrits              | Inscrits        | 99 747       | 100,00       | 99 739      | 100,00      |                    |                   |
| Abstentions                                                 | Abstentions           | Abstentions     | 47 223       | 47,34        | 45 562      | 45,68       |                    |                   |
| Votants                                                     | Votants               | Votants         | 52 524       | 52,66        | 54 177      | 54,32       |                    |                   |
| Blancs et nuls                                              | Blancs et nuls        | Blancs et nuls  | 1 495        | 1,50         | 2 296       | 2,30        |                    |                   |
| Exprimés                                                    | Exprimés              | Exprimés        | 51 029       | 51,16        | 51 881      | 52,02       |                    |                   |
| * Liste du maire sortant                                    |                       |                 |              |              |             |             |                    |                   |

Maire d'arrondissement élu :

#### 19earrondissementde Paris
Maire sortant : François Dagnaud (PS)
28 sièges à pourvoir au conseil d'arrondissement
14 sièges à pourvoir au Conseil de Paris
08 listes de 42 candidats chacune
| Tête de liste                                             | Tête de liste           | Liste           | Premier tour | Premier tour | Second tour | Second tour | Sièges             | Sièges            |
| Tête de liste                                             | Tête de liste           | Liste           | Voix         | %            | Voix        | %           | Conseil de secteur | Conseil municipal |
| --------------------------------------------------------- | ----------------------- | --------------- | ------------ | ------------ | ----------- | ----------- | ------------------ | ----------------- |
|                                                           | François Dagnaud*       | PS-PCF-PRG-GE   | 19 533       | 42,18        | 30 542      | 64,45       | 23                 | 12                |
| Anne Hidalgo Paris qui ose                                |                         |                 | 19 533       | 42,18        | 30 542      | 64,45       | 23                 | 12                |
|                                                           | Bernard Jomier          | EÉLV            | 5 956        | 12,86        | 30 542      | 64,45       | 23                 | 12                |
| Vivre mieux à Paris avec Christophe Najdovski             |                         |                 | 5 956        | 12,86        | 30 542      | 64,45       | 23                 | 12                |
|                                                           | Jean-Jacques Giannesini | UMP-UDI-MoDem   | 11 932       | 25,76        | 16 845      | 35,54       | 5                  | 2                 |
| Union UMP-UDI-MODEM avec Nathalie Kosciusko-Morizet       |                         |                 | 11 932       | 25,76        | 16 845      | 35,54       | 5                  | 2                 |
|                                                           | Michel Bulté,           | FN-RBM          | 3 678        | 7,94         |             |             |                    |                   |
| Paris capitale de la France, avec Wallerand de Saint Just |                         |                 | 3 678        | 7,94         |             |             |                    |                   |
|                                                           | Ingrid Hayes            | Parti de gauche | 3 295        | 7,11         |             |             |                    |                   |
| Front de Gauche – À Paris, Place au Peuple !              |                         |                 | 3 295        | 7,11         |             |             |                    |                   |
|                                                           | Wafa Guiga              | NPA             | 797          | 1,72         |             |             |                    |                   |
| Paris Anticapitaliste                                     |                         |                 | 797          | 1,72         |             |             |                    |                   |
|                                                           | Soulé Diawara           | Paris libéré    | 630          | 1,36         |             |             |                    |                   |
| Paris libéré 19ème                                        |                         |                 | 630          | 1,36         |             |             |                    |                   |
|                                                           | Marina Podgorny         | LO              | 486          | 1,04         |             |             |                    |                   |
| Lutte Ouvrière Faire entendre le camp des travailleurs    |                         |                 | 486          | 1,04         |             |             |                    |                   |
|                                                           |                         |                 |              |              |             |             |                    |                   |
| Inscrits                                                  | Inscrits                | Inscrits        | 95 244       | 100,00       | 95 298      | 100,00      |                    |                   |
| Abstentions                                               | Abstentions             | Abstentions     | 47 590       | 49,97        | 45 885      | 48,15       |                    |                   |
| Votants                                                   | Votants                 | Votants         | 47 654       | 50,03        | 45 885      | 51,85       |                    |                   |
| Blancs et nuls                                            | Blancs et nuls          | Blancs et nuls  | 1 347        | 2,83         | 2 026       | 4,10        |                    |                   |
| Exprimés                                                  | Exprimés                | Exprimés        | 46 307       | 97,17        | 47 387      | 95,90       |                    |                   |
| * Liste du maire sortant                                  |                         |                 |              |              |             |             |                    |                   |

Maire d'arrondissement élu : François Dagnaud

#### 20earrondissementde Paris
Maire sortant : Frédérique Calandra (PS)
28 sièges à pourvoir au conseil d'arrondissement
14 sièges à pourvoir au Conseil de Paris
| Tête de liste                                                                 | Tête de liste        | Liste                  | Premier tour | Premier tour | Second tour | Second tour | Sièges             | Sièges            |
| Tête de liste                                                                 | Tête de liste        | Liste                  | Voix         | %            | Voix        | %           | Conseil de secteur | Conseil municipal |
| ----------------------------------------------------------------------------- | -------------------- | ---------------------- | ------------ | ------------ | ----------- | ----------- | ------------------ | ----------------- |
|                                                                               | Frédérique Calandra* | PS-PRG                 | 20 502       | 37,29        | 31 163      | 55,07       | 22                 | 11                |
| Anne Hidalgo - Paris qui ose                                                  |                      |                        | 20 502       | 37,29        | 31 163      | 55,07       | 22                 | 11                |
|                                                                               | Antoinette Guhl      | EÉLV                   | 5 990        | 10,89        | 31 163      | 55,07       | 22                 | 11                |
| Vivre mieux à Paris avec Christophe Najdovski                                 |                      |                        | 5 990        | 10,89        | 31 163      | 55,07       | 22                 | 11                |
|                                                                               | Atanase Périfan      | UMP                    | 9 624        | 17,50        | 17 690      | 31,26       | 4                  | 2                 |
| Liste d'Union UMP-UDI-MODEM avec Nathalie Kosciusko-Morizet                   |                      |                        | 9 624        | 17,50        | 17 690      | 31,26       | 4                  | 2                 |
|                                                                               | Danielle Simonnet    | Parti de gauche        | 5 692        | 10,35        | 7 732       | 13,66       | 2                  | 1                 |
| Front De Gauche – À Paris, place au peuple !                                  |                      |                        | 5 692        | 10,35        | 7 732       | 13,66       | 2                  | 1                 |
|                                                                               | Michel Charzat,      | La Fabrique du 20e-MRC | 4 350        | 7,91         |             |             |                    |                   |
| La Fabrique Du 20e, liste de la Gauche, de l'Écologie et des Citoyens Engagés |                      |                        | 4 350        | 7,91         |             |             |                    |                   |
|                                                                               | Jean-Louis Chabaillé | FN-RBM                 | 4 112        | 7,48         |             |             |                    |                   |
| Paris capitale de la France avec Wallerand de Saint Just                      |                      |                        | 4 112        | 7,48         |             |             |                    |                   |
|                                                                               | Raoul Delamare       | UDI                    | 1 843        | 3,35         |             |             |                    |                   |
| Le 20e républicain et citoyen                                                 |                      |                        | 1 843        | 3,35         |             |             |                    |                   |
|                                                                               | Ariane Cerutti       | Paris libéré           | 1 217        | 2,21         |             |             |                    |                   |
| Paris Libéré - 100 % 20e - Droite Sarkozyste                                  |                      |                        | 1 217        | 2,21         |             |             |                    |                   |
|                                                                               | Penelope Duggan      | NPA                    | 749          | 1,36         |             |             |                    |                   |
| Paris Anticapitaliste                                                         |                      |                        | 749          | 1,36         |             |             |                    |                   |
|                                                                               | Naomi Sadeng,        | DVG                    | 451          | 0,82         |             |             |                    |                   |
| Mobilisation Citoyenne                                                        |                      |                        | 451          | 0,82         |             |             |                    |                   |
|                                                                               | Laurence Boulinier   | LO                     | 436          | 0,79         |             |             |                    |                   |
| Lutte Ouvrière - Faire entendre le camp des travailleurs                      |                      |                        | 436          | 0,79         |             |             |                    |                   |
|                                                                               |                      |                        |              |              |             |             |                    |                   |
| Inscrits                                                                      | Inscrits             | Inscrits               | 107 381      | 100,00       | 107 377     | 100,00      |                    |                   |
| Abstentions                                                                   | Abstentions          | Abstentions            | 50 712       | 47,23        | 48 632      | 45,29       |                    |                   |
| Votants                                                                       | Votants              | Votants                | 56 669       | 52,77        | 58 745      | 54,71       |                    |                   |
| Blancs et nuls                                                                | Blancs et nuls       | Blancs et nuls         | 1 703        | 1,59         | 2 160       | 2,01        |                    |                   |
| Exprimés                                                                      | Exprimés             | Exprimés               | 54 966       | 51,19        | 56 585      | 52,70       |                    |                   |
| * Liste du maire sortant                                                      |                      |                        |              |              |             |             |                    |                   |

Maire d'arrondissement élu :

### Candidats et résultats généraux pour la mairie de Paris
Le tableau suivant présente les résultats sur l'ensemble de la ville de Paris tous arrondissements confondus en additionnant les données de chacun des secteurs concernées.
| Listes                                                   | Listes                      | Candidat à la Mairie de Paris | Premier tour | Premier tour | Second tour | Second tour | Conseil de Paris | Conseil de Paris |  |
| Listes                                                   | Listes                      | Candidat à la Mairie de Paris | Voix         | %            | Voix        | %           | Élus             | %                |  |
| -------------------------------------------------------- | --------------------------- | ----------------------------- | ------------ | ------------ | ----------- | ----------- | ---------------- | ---------------- |  |
|                                                          | UMP - UDI - MoDem           | Nathalie Kosciusko-Morizet    | 244 125      | 35,91 %      | 252 512     | 44,06 %     | 71               | 43,56 %          |  |
|                                                          | PS - PCF - PRG - GU - R&S   | Anne Hidalgo                  | 233 808      | 34,40 %      | 305 681     | 53,33 %     | 91               | 55,83 %          |  |
|                                                          | EÉLV                        | Christophe Najdovski          | 60 234       | 8,86 %       | 305 681     | 53,33 %     | 91               | 55,83 %          |  |
|                                                          | FN-RBM                      | Wallerand de Saint-Just       | 42 560       | 6,26 %       |             |             |                  |                  |  |
|                                                          | PG - Ensemble - PCOF        | Danielle Simonnet             | 33 607       | 4,94 %       | 7 732       | 1,35 %      | 1                | 0,61 %           |  |
|                                                          | Paris libéré                | Charles Beigbeder             | 22 852       | 3,36 %       | 2 948       | 0,51 %      | 0                | 0%               |  |
|                                                          | DVD - UMP diss. - UDI diss. | DVD - UMP diss. - UDI diss.   | 19 337       | 2,84 %       | 4 287       | 0,75 %      | 0                | 0%               |  |
|                                                          | SE                          | SE                            | 8 871        | 1,31 %       |             |             |                  |                  |  |
|                                                          | MRC - MUP                   | MRC - MUP                     | 6 843        | 1,01 %       |             |             |                  |                  |  |
|                                                          | LO                          | LO                            | 3 758        | 0,55 %       |             |             |                  |                  |  |
|                                                          | NPA                         | NPA                           | 3 749        | 0,55 %       |             |             |                  |                  |  |
|                                                          |                             |                               |              |              |             |             |                  |                  |  |
| Inscrits                                                 | Inscrits                    | Inscrits                      | 1 237 938    | 100 %        | 1 018 280   | 100 %       |                  |                  |  |
| Abstentions                                              | Abstentions                 | Abstentions                   | 541 350      | 43,73 %      | 423 823     | 41,62 %     |                  |                  |  |
| Votants                                                  | Votants                     | Votants                       | 696 588      | 56,27 %      | 594 457     | 58,38 %     |                  |                  |  |
| Blancs et nuls                                           | Blancs et nuls              | Blancs et nuls                | 16 844       | 2,42 %       | 21 297      | 3,58 %      |                  |                  |  |
| Exprimés                                                 | Exprimés                    | Exprimés                      | 679 744      | 97,58 %      | 573 160     | 96,42 %     |                  |                  |  |
| Le maire sortant, Bertrand Delanoë n'était pas candidat. |                             |                               |              |              |             |             |                  |                  |  |

#### Premier tour
Le 23 mars sur l'ensemble des arrondissements, les listes d'union de la droite UMP-UDI-MoDem soutenant la candidature de Nathalie Kosciusko-Morizet à la mairie de Paris devancent d'une courte tête les listes de gauche « Paris qui Ose » défendant Anne Hidalgo pour la succession du maire sortant Bertrand Delanoë, déjouant la plupart des pronostics et démontrant une certaine revitalisation de la droite parisienne, qui profite de son union au premier tour (son score est semblable au total UMP et MoDem de 2008) et de la baisse des listes socialistes. Néanmoins, le rapport de force global reste favorable à la gauche en son ensemble, laquelle est aussi particulièrement dominante dans les arrondissements stratégiques. L'affaiblissement relatif de la gauche à Paris, malgré une dynamique de campagne et un rapport de force en sa faveur, illustre la tendance nationale au fort recul du PS et de ses alliés dans un contexte de grande impopularité du Président de la République et du Gouvernement.
Les listes d'union UMP-UDI-MoDem sont les seules à remporter des arrondissements en un unique tour : les 1er, 6e, 16e et 17e accordent une majorité absolue aux listes conduites par Jean-François Legaret, Jean-Pierre Lecoq, Claude Goasguen et Brigitte Kuster, tandis que Philippe Goujon frôle l'élection au premier tour dans le 15e face à la liste menée par Anne Hidalgo elle-même. Contrairement à 2008, aucune liste de gauche ne fait de même. Toutefois dans les deux arrondissements clefs nécessaire à la droite pour reprendre la capitale, le 12e et le 14e — dans lequel se présente Nathalie Kosciusko-Morizet — les listes «Paris qui ose» sont nettement en tête. Les listes de Nathalie Kosciusko-Morizet et d'Anne Hidalgo sont les seules en mesure de se maintenir dans tous les seize arrondissements restant à pourvoir pour le 30 mars, et ainsi de récolter une majorité absolue sièges au Conseil de Paris à l'issue du second tour.
Les écologistes de Christophe Najdovski arrivent en troisième position dans la ville et améliorent sensiblement leurs résultats de 2008 : Europe Écologie Les Verts progresse de plus de deux points par rapport aux Verts six ans auparavant en récoltant 8,86 % des suffrages exprimés. Le seul maire écologiste sortant, Jacques Boutault arrive nettement en tête dans le 2e arrondissement contrairement à l'élection précédente. Les listes écologistes atteignent ou se rapprochent des 10 % dans la plupart des arrondissements (principalement à gauche) et peuvent ainsi se maintenir dans huit d'entre eux, détenus par la gauche, qui ne leur permettraient néanmoins pas, même dans le cas théorique d'une victoire totale dans ces huit secteurs, d'obtenir une majorité absolue au Conseil de Paris. Ils peuvent fusionner partout excepté dans les 7e, 8e et 15e arrondissements. Les négociations s'ouvrent au soir du premier tour avec le Parti socialiste, ouvrant la voie à une éventuelle fusion avec les listes socialistes et à un désistement de Christophe Najdovski en faveur d'Anne Hidalgo pour la mairie de Paris.
Tous les autres candidats à la mairie de Paris se retrouvent exclus de cet enjeu-là. Le Front national fait une certaine poussée puisqu'il double son score avec Wallerand de Saint-Just par rapport aux très mauvais résultats de 2008, et arrive cette fois en quatrième position sur l'ensemble des suffrages. Il dépasse ainsi les 5 % sur la ville et dans quatorze arrondissements sur vingt. Toutefois il reste nettement plus faible à Paris qu'ailleurs en France et sa performance dans la capitale est décevante à l'égard de sa forte poussée à l'occasion des élections municipales de 2014. Il ne peut par ailleurs se maintenir nulle part et ne compte pas faire de fusions qui lui permettraient d'obtenir des élus.
Le résultat est décevant pour les listes du Parti de gauche et de ses alliés qui, en quatrième position et avec un peu moins de 5 % des voix tous arrondissements confondus, profitent moins que les écologistes de la perte de popularité à gauche du PS, tout en drainant néanmoins les suffrages de l'extrême-gauche - cette dernière obtenant un score beaucoup plus résiduel qu'en 2008. Seule sa cheffe de file parisienne Danielle Simonnet dépasse les 10 %, dans le 20e arrondissement. Les autres listes soutenant sa candidature dépassent les 5 % dans sept autres arrondissements, rendant possible une alliance à gauche avec les socialistes et écologistes.
Les listes «Paris libéré» fédérées par Charles Beigbeder en dissidence des listes d'union de la droite dans quinze arrondissements obtiennent des résultats médiocres, à la seule exception de leur meneur lui-même dans le 8e arrondissement où il est en mesure de se maintenir ou de fusionner avec l'UMP. Ailleurs, ses listes ne dépassent jamais les 5 % à l'exception du 14e arrondissement, rendant possible de rejoindre la liste de Nathalie Kosciusko-Morizet, et dans le 16e, pourvu au premier tour, permettant d'obtenir un élu d'arrondissement.
D'autres dissidents à droite font de meilleurs résultats, dans les 2e, 7e et 5e arrondissements où Helène Delsol, Christian Le Roux et Dominique Tiberi sont en mesure de se maintenir et dans le 4e, le 12e et le 16e où Anne Lebreton, Benoit Pernin et Valérie Sachs (dissidents UDI sous l'étiquette "Nous Citoyens") sont en mesure de fusionner.

#### Entre-deux tours
Après la signature d'un accord programmatique entre le Parti socialiste et Europe Écologie Les Verts le lundi 24 mars, les listes socialistes et écologistes sont fusionnées et portent les couleurs de la candidature d'Anne Hidalgo dans les seize arrondissements restant en jeu, conduites par les têtes de listes socialistes du premier tour, excepté dans le 2e arrondissement, où le maire écologiste sortant Jacques Boutault conduit le rassemblement de la gauche et des écologistes.
En revanche, il n'est pas trouvé de terrain d'entente avec Danielle Simonnet qui ne souhaitait qu'un accord technique de fusions tandis que les équipes d'Anne Hidalgo ne voulaient de fusion qu'en cas d'accord programmatique de majorité. Danielle Simonnet se maintient ainsi dans le 20e arrondissement et ses listes ne fusionnent nulle part. Le maintien de la candidature de Danielle Simonnet est également la conséquence d'une rencontre tendue entre Alexis Corbière, Paul Vannier, Sylvie Aebisher, Pierre Yves Legras, Pierre-François Grond, Roland Mérieux du Parti de gauche d'un côté, et de Ian Brossat et Igor Zamichei du PCF Paris et de Rémi Féraud et Mao Peninou du PS, de l'autre côté, qui s'est déroulée le lundi 24 mars entre 2 h 30 et 4 h 0 du matin, au siège de la Fédération socialiste du PS, pour discuter de l'entre deux-tours,.
Dans le 4e, la centriste « Nous Citoyens » Anne Lebreton (qui peut fusionner mais non se maintenir) fusionne dans un accord inhabituel avec la liste de Christophe Girard (PS). Elle rejoint ainsi d'autres centristes, Dominique Versini et Jean-François Martins qui ont rejoint Anne Hidalgo au premier tour.
Nathalie Kosciusko-Morizet obtient le désistement d'Hélène Delsol dans le 2e arrondissement et le ralliement des dissidents UMP Dominique Tibéri dans le 5e et Marie-Claire Carrère-Gée (candidate sous les couleurs de «Paris libéré» au premier tour et pouvant fusionner mais non se maintenir) dans le 14e. En revanche, le leader de «Paris libéré» se maintient dans le 8e après fusion avec une autre liste divers droite, de même que Christian Le Roux dans le 7e, tandis que la dissidente malheureuse dans le 18e Roxane Decorte annonce voter pour la liste socialiste au second tour et que la centriste Anne Lebreton rejoint la liste de Christophe Girard dans le 4e, qui reste ainsi à gauche par 55 voix, empêchant la droite d'obtenir 10 arrondissements.
Tous les seize arrondissements de second tour voient donc se présenter une liste d'union de la droite soutenant Nathalie Kosciusko-Morizet et une liste d'union de la gauche et des écologistes soutenant Anne Hidalgo, instaurant donc désormais un duel entre les deux candidates à la mairie de Paris, qui débattent à la télévision le mercredi 26 mars entre les deux tours. Ce duel est transformé en triangulaire dans les 7e et 8e arrondissements par la présence d'une seconde liste de droite et dans le 20e arrondissement par la présence de la liste du Parti de gauche.

#### Second tour
Au second tour des élections municipales, les listes de gauche soutenant Anne Hidalgo l'emportent avec 54,7 % des voix contre 45,3 % pour celles de droite. Néanmoins, quatre arrondissements ont été remportés par la droite dès le premier tour, ce qui rend l'analyse des résultats ambigüe à l'échelle de Paris. Certains médias, relayés par la droite, ont donc avancé que la gauche n'aurait pas été majoritaire au cours de cette élection. Ils se fondent pour cela sur un calcul cumulant les deux tours, qui fait lui-même l'objet d'une contestation.

#### Élection du maire de Paris et de 21 adjoints
Le maire de Paris, Anne Hidalgo, a été élue le samedi 5 avril 2014 par les 163 conseillers de Paris (avec 91 voix pour, et 72 blanc). Le maire a ensuite proposé une liste de 21 adjoints, au lieu de 36 dans la mandature précédente. Elle a également désigné cinq conseillers délégués qui ont été élus à la majorité des votants (160 votants ; 88 pour, 72 blancs/nuls).
| Nom                        | Parti          | Élu dans le | Fonction |
| -------------------------- | -------------- | ----------- | --- |
| Bruno Julliard             | PS             | 13e arr     | 1er adjoint au maire de Paris, Culture, Patrimoine, Métiers d'Art, Relation avec les arrondissements, la Nuit |
| Julien Bargeton            | PS             | 20e arr     | Finances, Sociétés d'Économie Mixte, Marchés Publics, Concessions                                             |
| Célia Blauel               | EELV           | 14e arr     | Environnement, Développement durable, Eau                                                                     |
| Hélène Bidard              | PCF            | 11e arr     | Égalité Femme-Homme, Lutte contre les discriminations, Droits de l'Homme                                      |
| Ian Brossat                | PCF            | 18e arr     | Logement, Hébergement d'urgence                                                                               |
| Colombe Brossel            | PS             | 19e arr     | Espace vert, Nature, Préservation de la biodiversité, Affaires funéraires                                     |
| Alexandra Cordebard        | PS             | 10e arr     | Affaires scolaires, Réussite Éducative, Rythmes Éducatifs                                                     |
| Myriam El Khomri           | PS             | 18e arr     | Sécurité, Prévention, Politique de la Ville, Intégration                                                      |
| Emmanuel Grégoire          | PS             | 12e arr     | Ressources humaines, Services publics, Modernisation de l'administration                                      |
| Antoinette Guhl            | EELV           | 20e arr     | Économie Sociale et Solidaire, Innovation sociale, Économie circulaire                                        |
| Bernard Jomier             | EELV           | 19e arr     | Santé, Handicap                                                                                               |
| Patrick Klugman            | PS             | 17e arr     | Relations Internationales, Francophonie                                                                       |
| Marie-Christine Lemardeley | PS d'ouverture | 5e arr      | Université, Vie étudiante, Recherche                                                                          |
| Jean-François Martins      | PS d'ouverture | 11e arr     | Sport, Tourisme                                                                                               |
| Jean-Louis Missika         | PS d'ouverture | 12e arr     | Urbanisme, Architecture, Projet du Grand Paris, Développement Économique, Attractivité                        |
| Christophe Najdovski       | EELV           | 12e arr     | Transport, Voirie, Déplacement, Espace public                                                                 |
| Mao Peninou                | PS             | 19e arr     | Propreté, Assainissement, Organisation et fonctionnement du Conseil de Paris                                  |
| Olivia Polski              | PS             | 14e arr     | Commerce, Artisanat                                                                                           |
| Pauline Véron              | PS             | 9e arr      | Démocratie locale, Participation citoyenne, Vie associative, Jeunesse et Emploi                               |
| Dominique Versini          | PS d'ouverture | 15e arr     | Solidarité, Famille, Petite Enfance, Protection de l'Enfance, Lutte contre les exclusions, Personnes âgées    |
| Catherine Vieu-Charier     | PCF            | 12e arr     | Mémoire, Anciens combattants, Correspondante Défense                                                          |

Désignation de conseillers délégués
Cinq conseillers délégués ont également été désignés : Laurence Goldgrab (PRG), Frédéric Hocquard (PS), Jacques Baudrier (PCF), Nawel Oumer (PS) et Hermano Sanchez (PS).

## Sondages

### Premier tour

#### De août 2012 à août 2013
|      |                           |      |      |    |    |    |   |     |   |   |     |    |     |     |
| Ifop | 28 au 30 août 2012        | 800  | 36   |    | 33 |    |   | 9   | 8 |   |     |    | 7   | 7   |
| Ifop | 28 au 30 août 2012        | 800  | 39   |    |    | 26 |   | 9   | 8 |   |     |    | 9   | 9   |
| Ifop | 28 au 30 août 2012        | 800  | 37   |    |    |    |   | 9   | 8 |   |     | 29 | 8   | 9   |
| Ifop | 17 au 18 janvier 2013     | 806  | 38   |    | 28 |    |   | 9   | 7 |   | 6   |    | 6   | 6   |
| Ifop | 17 au 18 janvier 2013     | 806  | 38   | 28 |    |    |   | 9   | 7 |   | 5.5 |    | 6.5 | 6   |
| Ifop | 17 au 18 janvier 2013     | 806  | 39   |    |    | 21 |   | 8.5 | 7 |   | 10  |    | 7   | 7.5 |
| BVA  | 26 au 28 février 2013     | 807  | 34   | 33 |    |    |   | 8   | 8 | 5 |     |    | 7   | 5   |
| BVA  | 26 au 28 février 2013     | 807  | 36   |    |    | 21 |   | 9   | 7 | 9 |     |    | 11  | 7   |
| Ifop | 5 au 7 juin 2013          | 1006 | 37   | 35 |    |    | 6 |     | 6 | 5 | 5   | 5  | 6   | 5   |
| CSA  | 29 juin au 2 juillet 2013 | 801  | 36   | 32 |    |    | 5 |     | 9 | 6 | 6   | 6  | 5   | 7   |
| Ifop | 27 au 29 août 2013        | 881  | 36,5 | 35 |    |    | 5 |     | 6 | 3 | 3   | 3  | 6,5 | 8   |

#### De décembre 2013 à mars 2014
|      |                        |      |        |        |     |       |     |       |
| Ifop | 13 au 17 décembre 2013 | 920  | 39 %   | 38 %   | 9 % | 6,5 % | 5 % | 2,5 % |
| Ifop | 2 au 4 janvier 2014    | 931  | 39,5 % | 38,5 % | 9 % | 6 %   | 5 % | 2 %   |
| CSA  | 3 au 7 janvier 2014    | 810  | 38%    | 39 %   | 8 % | 7 %   | 5 % | 3 %   |
| Ifop | 23 au 27 janvier 2014  | 1089 | 39,5 % | 36,5 % | 8 % | 5,5 % | 6 % | 4,5 % |
| BVA  | 14 au 19 mars 2014     | 1002 | 37 %   | 35 %   | 8 % | 7 %   | 6 % | 7 %   |

### Second tour

#### Anne Hidalgo face à François Fillon ou Rachida Dati
|            |                       |      |      |      |      |
| Ifop       | 28 au 30 août 2012    | 800  | 54 % | 46 % |      |
| Ifop       | 17 au 18 janvier 2013 | 806  | 56 % | 44 % |      |
| Ifop       | 17 au 18 janvier 2013 | 806  | 61 % |      | 39 % |
| OpinionWay | 13 au 15 février 2013 | 1000 | 54 % | 46 % |      |
| OpinionWay | 13 au 15 février 2013 | 1000 | 62 % |      | 38 % |
| BVA        | 26 au 28 février 2013 | 807  | 58 % |      | 42 % |

#### Anne Hidalgo face à Nathalie Kosciusko-Morizet
|            |                           |      |        |        |
| Ifop       | 17 au 18 janvier 2013     | 806  | 56 %   | 44 %   |
| OpinionWay | 13 au 15 février 2013     | 1000 | 55 %   | 45 %   |
| BVA        | 26 au 28 février 2013     | 807  | 51 %   | 49 %   |
| Ifop       | 5 au 7 juin 2013          | 1006 | 54 %   | 46 %   |
| CSA        | 29 juin au 2 juillet 2013 | 801  | 53 %   | 47 %   |
| Ifop       | 27 au 29 août 2013        | 881  | 52,5 % | 47,5 % |
| Ifop       | 13 au 17 décembre 2013    | 920  | 52,5 % | 47,5 % |
| Ifop       | 2 au 4 janvier 2014       | 931  | 52,5 % | 47,5 % |
| CSA        | 3 au 7 janvier 2014       | 810  | 51,5 % | 48,5 % |
| Ifop       | 23 au 27 janvier 2014     | 1089 | 54 %   | 46 %   |
| Ifop       | 18 au 20 mars 2014        | 899  | 52 %   | 48 %   |
| BVA        | 14 au 19 mars 2014        | 1002 | 53 %   | 47 %   |

L'Ifop précise que dans l'ouest parisien (7e, 15e, 16e, 17e), le FN enregistre des intentions de vote supérieures à 10 %. Si de tels chiffres se traduisaient dans les urnes, il y aurait, selon l'institut de sondages, des triangulaires.